# Campo Grande (Mato Grosso do Sul)
Campo Grande é um município brasileiro da região Centro-Oeste, capital do estado de Mato Grosso do Sul. Reduto histórico de divisionistas entre o sul e o norte, Campo Grande foi fundada por mineiros, que vieram aproveitar os campos de pastagens nativas e as águas cristalinas da região dos cerrados. A cidade foi planejada em meio a uma vasta área verde, com ruas e avenidas largas  e com diversos jardins por entre as suas vias, é uma das cidades mais arborizadas do Brasil sendo que 96,3% das casas contam com a sombra de um arvoredo.
A cidade foi fundada em 21 de junho de 1872, quando José Antônio Pereira chegou e se alojou em terras férteis e completamente desabitadas da Serra de Maracaju, na confluência de dois córregos - mais tarde denominados Prosa e Segredo - e que atualmente é o Horto Florestal. No dia 14 de agosto de 1875, Pereira enfim retorna com sua família (esposa e oito filhos), escravos, além de outros (num total de 62 pessoas) e deixou para João Nepomuceno a responsabilidade pelo seu rancho.
Apresenta, ainda nos dias de hoje, forte relação com a cultura indígena e suas raízes históricas. Por causa da cor de sua terra (roxa ou vermelha), recebeu a alcunha de Cidade Morena. A cidade está localizada em uma região de planalto, em que é possível ver os limites da linha do horizonte ao fundo de qualquer paisagem. A cidade tem uma população de cerca de 910 mil habitantes (ou 31,77% do total estadual) e cerca de 104 hab/km², sendo o terceiro maior e mais desenvolvido centro urbano da Região Centro-Oeste do Brasil e a 19º município mais populoso do Brasil, segundo estimativa do Instituto Brasileiro de Geografia e Estatística (IBGE), data-base 1º de julho de 2020.
Entre seus moradores é possível encontrar descendentes de espanhóis, italianos, portugueses, japoneses, sírio-libaneses, armênios, paraguaios e bolivianos. A qualidade de vida de Campo Grande acabou atraindo também muitas pessoas de outros estados do Brasil, especialmente dos estados vizinhos (São Paulo, Paraná e Minas Gerais) e do Rio Grande do Sul. Segundo pesquisa feita em 2006 pela revista Exame, Campo Grande é a 28ª melhor cidade do país em infraestrutura, fator decisivo na atração de investimentos. A cidade também ficou com a 107ª colocação entre os municípios brasileiros com mais de 100 mil habitantes em mortes por agressão (homicídios) e em mortes violentas por causas indeterminadas (MVCI) onde registrou no estudo 200 assassinatos (23,4 mortes por 100 mil habitantes), segundo estudo do Instituto de Pesquisa Econômica Aplicada (IPEA).

## Etimologia
Seu atual nome originou-se do primeiro nome, que era Arraial de Santo Antônio de Campo Grande.[carece de fontes?]

## História

### Fundação

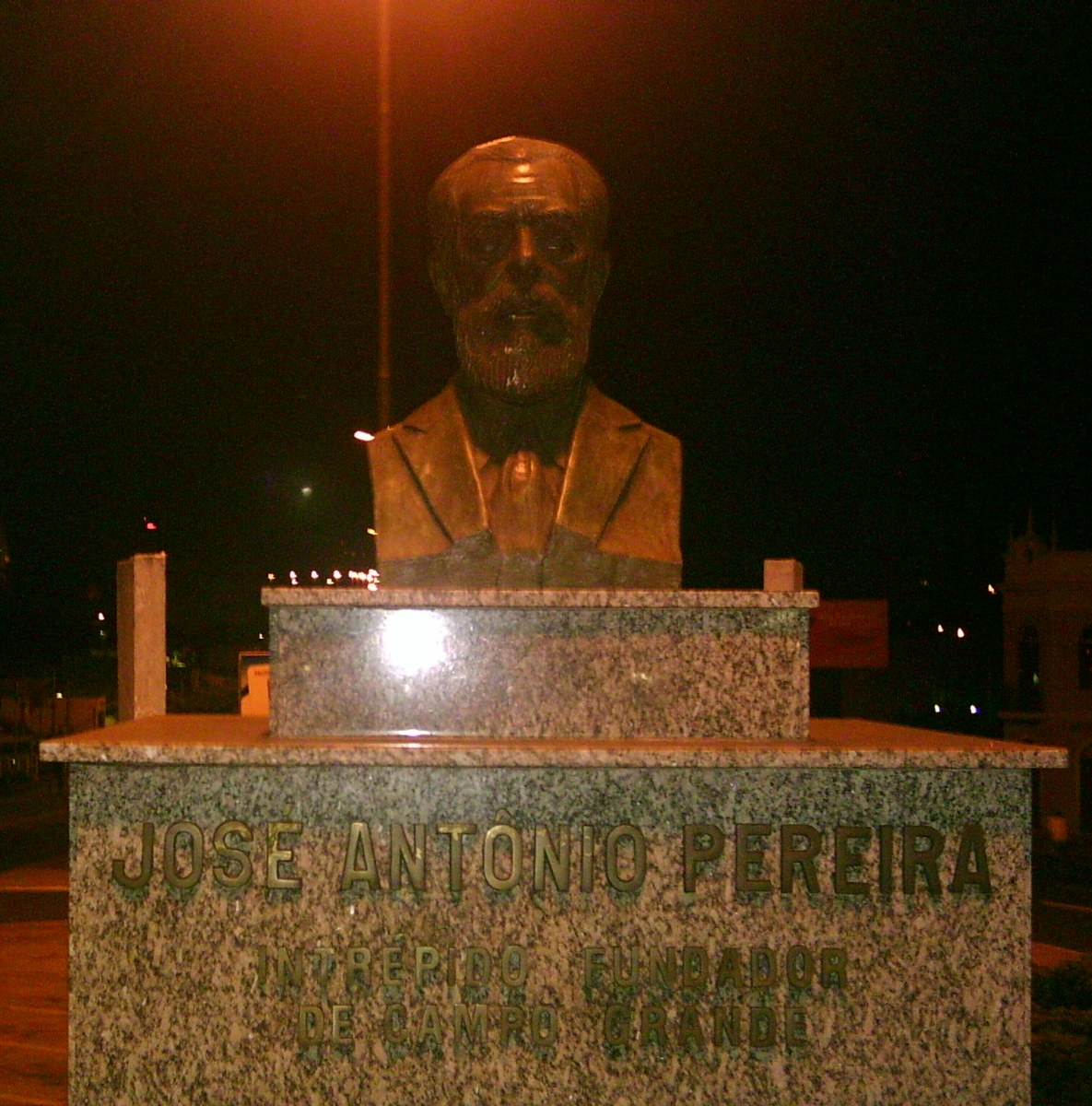
Busto em bronze de José Antônio Pereira, o fundador da cidade.

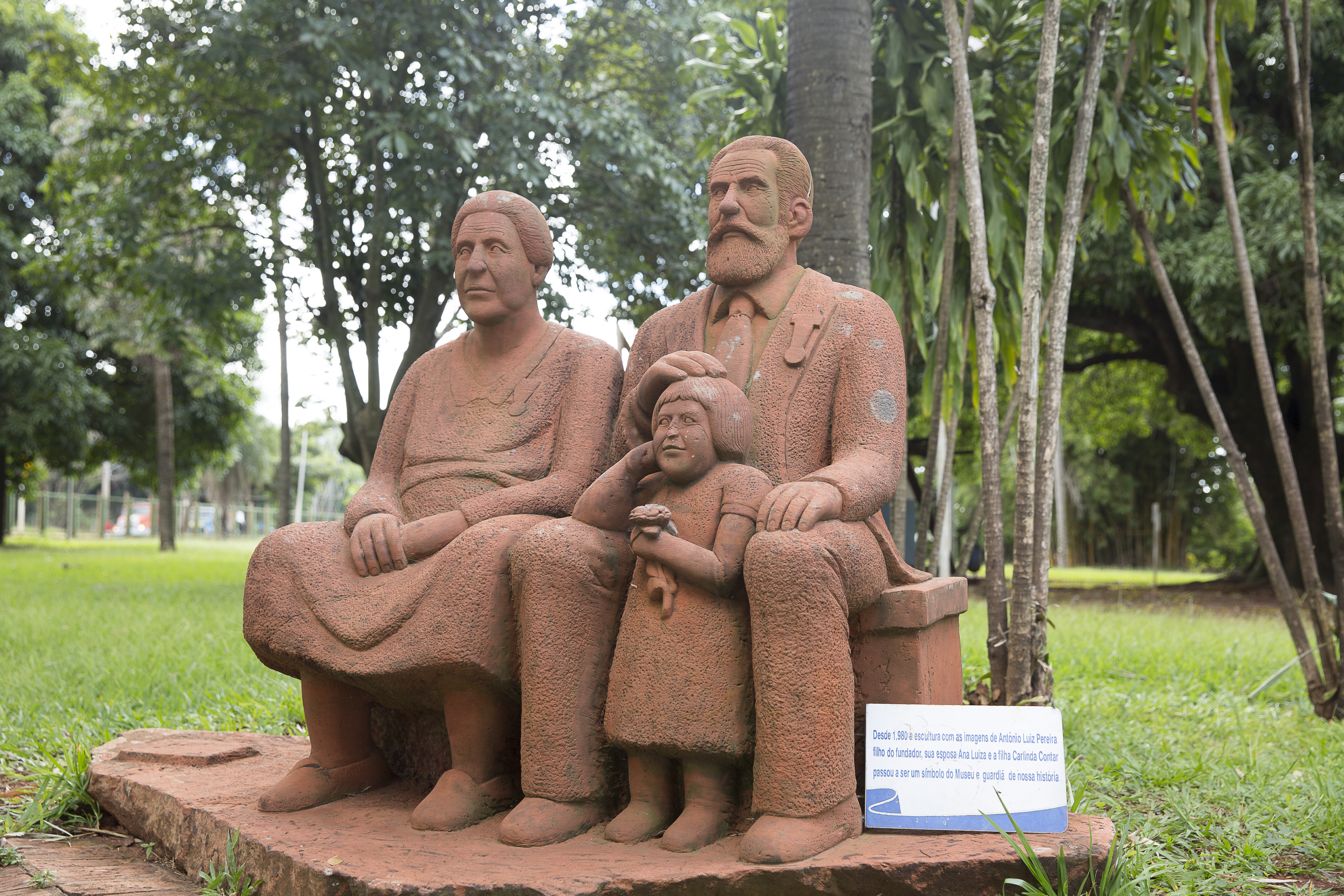
Escultura retratando o Antônio Luiz, esposa Anna Luiza e a filha Carlinda na entrada do Museu José Antônio Pereira.

Em 1870 (por razão da Guerra do Paraguai) chegou a notícia aos moradores de Monte Alegre de Minas, no Triângulo Mineiro, de terras férteis para agropecuária, na região do então "Campo Grande da Vacaria". Isso acabou contentando José Antônio Pereira, que precisava de terras para alojar sua família. Em 21 de junho de 1872 chegou e se alojou em terras férteis e completamente desabitadas da Serra de Maracaju, na confluência de dois córregos - mais tarde denominados Prosa e Segredo - e que hoje é o Horto Florestal.
O primeiro historiador da cidade, Rosário Congro, afirmou que no ano seguinte João voltou a Monte Alegre, deixando a João Nepomuceno a responsabilidade pelo seu rancho. No dia 14 de agosto de 1875, Pereira enfim retorna com sua família (esposa e oito filhos), escravos, além de outros (num total de 62 pessoas). No primeiro rancho, que havia construído, encontra agora Manuel Vieira de Sousa (Manuel Olivério) e sua família, provenientes de Prata, que aqui haviam chegado atraídos pelas notícias dos campos de Vacaria, juntamente com seus irmãos Cândido Vieira de Souza e Joaquim Vieira de Souza, e alguns empregados, um dos quais Joaquim Dias Moreira (Joaquim Bagage). Minas Gerais; as famílias se unem e originam a primeira geração de campo-grandenses.
No fim de 1877 cumpre uma promessa feita durante a viagem de retorno e constrói a primeira igrejinha (rústica de pau-a-pique com telhas de barro). As casas, de precário alinhamento, formaram a primeira rua (chamava-se Rua Velha, atual rua 26 de Agosto, e terminava num pequeno largo (atual Praça dos Imigrantes), onde havia uma bifurcação, formando mais duas vias). José Antônio Pereira, fundador do arraial, construiu sua residência definitiva no final da ramificação de baixo (hoje rua Barão de Melgaço). Morreu em sua fazenda Bom Jardim, em 11 de janeiro de 1900, meses depois da emancipação política da vila (26 de agosto de 1899).

### Consolidação

Vista de Campo Grande, 1974. Arquivo Nacional.

A partir de 1879 novas caravanas de mineiros foram chegando e sendo distribuídas nas terras devolutas, marcando suas posses, quase sempre sob a orientação do fundador. Estabeleceram assim as primeiras fazendas do Arraial de Santo Antônio do Campo Grande. No centro da rua, no comércio e farmácia, que pertenciam a Joaquim Vieira de Almeida, reuniam-se a alta sociedade do local. Era o homem que tinha maior instrução na vila e era o redator de documentos de caráter público ou privado. E eram resolvidos ali os problemas comunitários, de onde saíam as reivindicações ao governo. Foi de autoria do próprio Joaquim Vieira de Almeida uma correspondência solicitando a emancipação da vila.
Campo Grande está localizada equidistante dos extremos norte, sul, leste e oeste de Mato Grosso do Sul, fator que facilitou a construção das primeiras estradas da região, contribuindo para que se tornasse a grande encruzilhada ou polo de desenvolvimento de uma vasta área. É considerado o mais importante centro impulsionador de toda a atividade econômica e social do estado, posicionando-se como o de maior expressão e influência cultural, sendo também o polo mais importante de toda a região do antigo estado, desmembrado em 1977. Em 1950, o município concentrava 16,3% do total das empresas comerciais de Mato Grosso do Sul; em 1980, este número subiu para 24,3% e, em 1997, a 34,85%. Também registrou crescimento populacional acima da média nacional nos anos 1960, 1970 e 1980.[carece de fontes?]

## Geografia

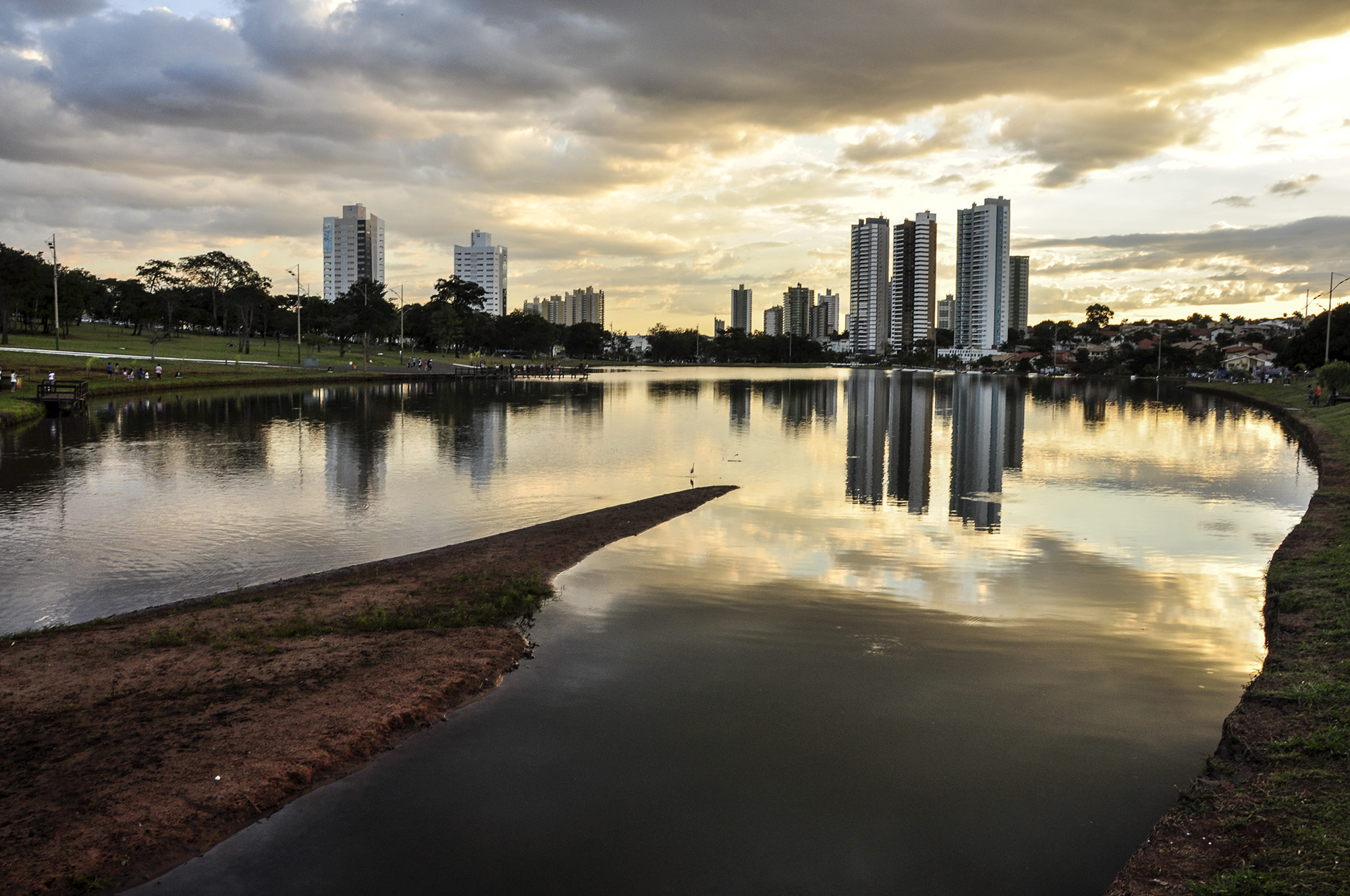
Fotografia aérea do Parque das Nações Indígenas.

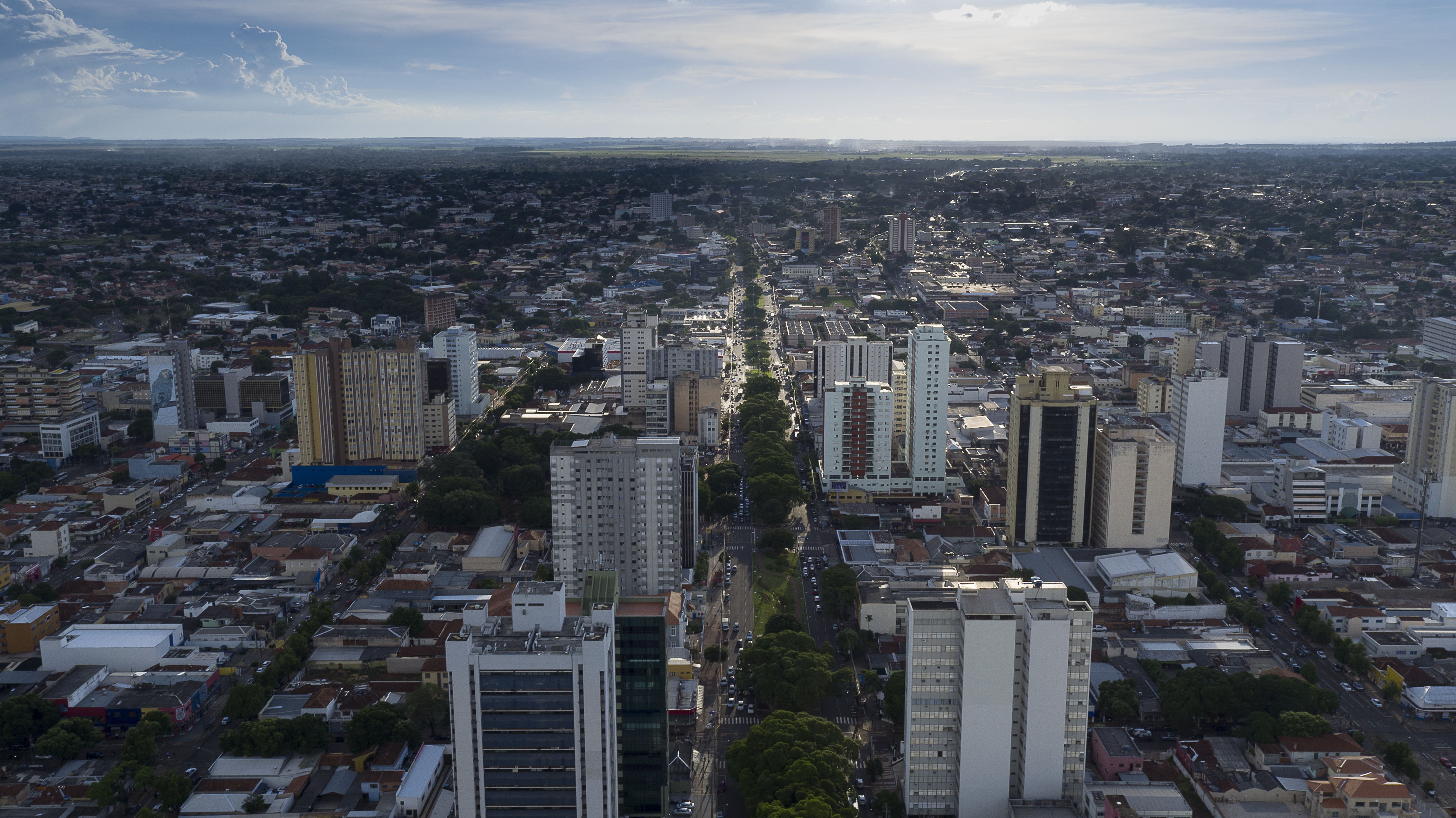
Vista aérea da cidade.

Campo Grande é a capital do vigésimo primeiro estado mais populoso do Brasil, Mato Grosso do Sul, e está situado no sul da região Centro-Oeste do Brasil. Geograficamente, o município de Campo Grande se situa próximo da fronteira do Brasil com Paraguai e Bolívia. Localiza-se na latitude de 20º26’34” Sul e longitude de 54°38’47” Oeste. Está equidistante dos extremos norte, sul, leste e oeste da América do Sul, e se situa a 1 134 km de Brasília. Está a (-1) hora com relação a Brasília e (-4) com relação a Greenwich. Ocupa uma superfície total de 8 096,051 km², ocupando 2,26% da área total do Estado. A área urbana totaliza 154,45 km² segundo a Embrapa Monitoramento por Satélite.
De acordo com a divisão regional vigente desde 2017, instituída pelo IBGE, o município pertence às Regiões Geográficas Intermediária e Imediata de Campo Grande. Até então, com a vigência das divisões em microrregiões e mesorregiões, fazia parte da microrregião de Campo Grande, que por sua vez estava incluída na mesorregião do Centro-Norte de Mato Grosso do Sul.
Os tipos de solos originais que constituem o município são o latossolo vermelho escuro, latossolo roxo, areias quartzosas e solos litoicos. Apesar de ser uma cidade serrana, apresenta topografia plana. A Formação Serra Geral é constituída pela sequência de derrames basálticos, ocorridos entre os períodos Jurássico e Cretáceo, na Era Mesozoica. Estas rochas efusivas estão assentadas sobre arenitos eólicos da Formação Botucatu e capeadas pelos arenitos continentais, fluviais e lacustres. Sua menor altitude é 490 metros e a maior é de 701 metros, tendo altitude média de 532 metros.[carece de fontes?]
Campo Grande situa-se sobre o divisor de águas das bacias dos rios Paraná e Paraguai. O Aquífero Guarani passa por baixo da cidade, sendo capital do estado detentor da maior porcentagem do Aquífero dentro do território brasileiro. O município não tem grandes rios, sendo cortado apenas por córregos, ribeirões e rios de pequeno porte.[carece de fontes?]
Com um conjunto geográfico uniforme, Campo Grande localiza-se na zona subtropical e pertence aos domínios da região fitogeográfica da savana e árvores caducifólias. Sua cobertura vegetal autóctone apresenta-se com as fisionomias de savana arbórea densa, savana arbórea aberta, savana parque e savana gramíneo lenhosa (campo limpo), além das áreas de tensão ecológica representadas pelo contato savana/floresta estacional e áreas das formações antrópicas. Os tipos de vegetação originais do município são o Cerrado, Florestas ou matas e Campos.

### Clima
| Maiores acumulados de precipitação em 24 horas registrados em Campo Grande (INMET) por meses | Maiores acumulados de precipitação em 24 horas registrados em Campo Grande (INMET) por meses | Maiores acumulados de precipitação em 24 horas registrados em Campo Grande (INMET) por meses | Maiores acumulados de precipitação em 24 horas registrados em Campo Grande (INMET) por meses | Maiores acumulados de precipitação em 24 horas registrados em Campo Grande (INMET) por meses | Maiores acumulados de precipitação em 24 horas registrados em Campo Grande (INMET) por meses |
| Mês                                                                                          | Acumulado                                                                                    | Data                                                                                         | Mês                                                                                          | Acumulado                                                                                    | Data                                                                                         |
| -------------------------------------------------------------------------------------------- | -------------------------------------------------------------------------------------------- | -------------------------------------------------------------------------------------------- | -------------------------------------------------------------------------------------------- | -------------------------------------------------------------------------------------------- | -------------------------------------------------------------------------------------------- |
| Janeiro                                                                                      | 109,2 mm                                                                                     | 29/01/1987                                                                                   | Julho                                                                                        | 76,1 mm                                                                                      | 22/07/2002                                                                                   |
| Fevereiro                                                                                    | 100 mm                                                                                       | 06/02/1952                                                                                   | Agosto                                                                                       | 66,2 mm                                                                                      | 12/08/1941                                                                                   |
| Março                                                                                        | 90 mm                                                                                        | 26/03/1984                                                                                   | Setembro                                                                                     | 81,8 mm                                                                                      | 09/09/2015                                                                                   |
| Abril                                                                                        | 113,6 mm                                                                                     | 27/04/1957                                                                                   | Outubro                                                                                      | 122 mm                                                                                       | 13/10/1959                                                                                   |
| Maio                                                                                         | 147 mm                                                                                       | 30/05/1986                                                                                   | Novembro                                                                                     | 115,1 mm                                                                                     | 18/11/1963                                                                                   |
| Junho                                                                                        | 78,4 mm                                                                                      | 22/06/2012                                                                                   | Dezembro                                                                                     | 108,2 mm                                                                                     | 08/12/2009                                                                                   |
| Período: 1931-presente                                                                       |                                                                                              |                                                                                              |                                                                                              |                                                                                              |                                                                                              |

O clima campo-grandense é caracterizado como tropical com estação seca (tipo Aw segundo Köppen), com duas estações muito bem definidas, sendo uma quente e úmida no verão e outra menos chuvosa e mais amena no inverno. Por estar muito distante do oceano, há uma grande influência da continentalidade, resultando em amplitudes térmicas relativamente elevadas ao longo do ano.
Nos meses de inverno a temperatura pode cair bastante, com geadas esporádicas e leves, em certas ocasiões a sensação térmica pode chegar a menos de 0 °C, tal como na madrugada de 18 de julho de 2017, cuja sensação foi de −11 °C. Já no amanhecer do mesmo dia, a sensação foi de −7 °C no centro da cidade, e de −9 °C na zona oeste.
Segundo dados do Instituto Nacional de Meteorologia (INMET), desde 1931 a menor temperatura registrada em Campo Grande foi de −0,9 °C em 15 de agosto de 1978 e a maior atingiu 41 °C em 5 de outubro de 2020. O maior acumulado de precipitação em 24 horas chegou a 147 mm em 30 de maio de 1986. Desde setembro de 2001 o menor índice de umidade relativa do ar (URA) foi de 9% nas tardes dos dias 22 de agosto de 2006 e 13 de setembro de 2007 e a maior rajada de vento alcançou 28,4 m/s (102,2 km/h) em 15 de outubro de 2021.
| Dados climatológicos para Campo Grande                                                     | Dados climatológicos para Campo Grande | Dados climatológicos para Campo Grande | Dados climatológicos para Campo Grande | Dados climatológicos para Campo Grande | Dados climatológicos para Campo Grande | Dados climatológicos para Campo Grande | Dados climatológicos para Campo Grande | Dados climatológicos para Campo Grande | Dados climatológicos para Campo Grande | Dados climatológicos para Campo Grande | Dados climatológicos para Campo Grande | Dados climatológicos para Campo Grande | Dados climatológicos para Campo Grande |
| Mês                                                                                        | Jan                                    | Fev                                    | Mar                                    | Abr                                    | Mai                                    | Jun                                    | Jul                                    | Ago                                    | Set                                    | Out                                    | Nov                                    | Dez                                    | Ano                                    |
| ------------------------------------------------------------------------------------------ | -------------------------------------- | -------------------------------------- | -------------------------------------- | -------------------------------------- | -------------------------------------- | -------------------------------------- | -------------------------------------- | -------------------------------------- | -------------------------------------- | -------------------------------------- | -------------------------------------- | -------------------------------------- | -------------------------------------- |
| Temperatura máxima recorde (°C)                                                            | 37,9                                   | 36,7                                   | 39,4                                   | 36,4                                   | 33,9                                   | 32,9                                   | 33,7                                   | 37,5                                   | 40,8                                   | 41                                     | 39,7                                   | 37,8                                   | 41                                     |
| Temperatura máxima média (°C)                                                              | 30,7                                   | 30,7                                   | 30,6                                   | 30,1                                   | 27,4                                   | 26,9                                   | 27,5                                   | 29,7                                   | 30,6                                   | 31,3                                   | 30,9                                   | 30,6                                   | 29,8                                   |
| Temperatura média compensada (°C)                                                          | 25,1                                   | 24,7                                   | 24,7                                   | 23,7                                   | 20,9                                   | 20                                     | 20,1                                   | 21,8                                   | 23,2                                   | 24,5                                   | 24,9                                   | 24,9                                   | 23,2                                   |
| Temperatura mínima média (°C)                                                              | 21,2                                   | 21                                     | 20,8                                   | 19,4                                   | 16,7                                   | 15,5                                   | 15                                     | 16,5                                   | 18,2                                   | 20                                     | 20,2                                   | 20,7                                   | 18,8                                   |
| Temperatura mínima recorde (°C)                                                            | 12,1                                   | 7,4                                    | 8,2                                    | 5,3                                    | 1,2                                    | −0,4                                   | −0,5                                   | −0,9                                   | 0                                      | 5,2                                    | 8,2                                    | 10,3                                   | −0,9                                   |
| Precipitação (mm)                                                                          | 225,4                                  | 176                                    | 149,6                                  | 89,4                                   | 88,2                                   | 47,4                                   | 35,7                                   | 45,5                                   | 77,6                                   | 150,6                                  | 163,9                                  | 206                                    | 1 455,3                                |
| Dias com precipitação (≥ 1 mm)                                                             | 15                                     | 13                                     | 11                                     | 7                                      | 5                                      | 4                                      | 3                                      | 3                                      | 6                                      | 9                                      | 10                                     | 13                                     | 99                                     |
| Umidade relativa compensada (%)                                                            | 78,3                                   | 79,4                                   | 78,3                                   | 72,6                                   | 71                                     | 68,6                                   | 61,9                                   | 54,4                                   | 59,8                                   | 66,6                                   | 70                                     | 75,6                                   | 69,7                                   |
| Insolação (h)                                                                              | 206,1                                  | 179,3                                  | 210,7                                  | 232                                    | 228,5                                  | 219,2                                  | 243,4                                  | 236,9                                  | 187,9                                  | 214                                    | 223,9                                  | 218,7                                  | 2 600,6                                |
| Fonte: INMET (normal climatológica de 1981-2010; recordes de temperatura de 1931-presente) |                                        |                                        |                                        |                                        |                                        |                                        |                                        |                                        |                                        |                                        |                                        |                                        |                                        |

## Demografia
Campo Grande também foi incluída em um estudo divulgado em 2017 pelo Instituto de Pesquisa Econômica Aplicada (IPEA) que analisa taxas de homicídios. Segundo o estudo, a cidade está entre as 110 cidades menos violentas (107ª posição) entre os municípios brasileiros com mais de 100 mil habitantes. Considerando mortes por agressão (homicídios) a cidade registrou no estudo 170 assassinatos (19,9 mortes por 100 mil habitantes) e em mortes violentas por causas indeterminadas (MVCI) 30 assassinatos (3,5 mortes por 100 mil habitantes). No somatório de ambos os índices totalizou 200 assassinatos (23,4 mortes por 100 mil habitantes).

### Influência regional
Campo Grande, aproximando-se dos 900 mil habitantes e 30 relacionamentos diretos, é uma capital regional A.[carece de fontes?] Campo Grande é uma das duas cidades de MS (juntamente com Dourados) que, como as metrópoles, também se relacionam com o extrato superior da rede urbana. Com capacidade de gestão no nível imediatamente inferior ao das metrópoles, têm área de influência de âmbito regional, sendo referidas como destino, para um conjunto de atividades, por grande número de municípios. Campo Grande é uma das 11 cidades no Brasil com a classificação Capital Regional A. As 30 cidades influenciadas por Campo Grande são as seguintes:
- Centros regionais C: 1 (Dourados)
- Centros de zona A: 4 (Aquidauana, Corumbá, Nova Andradina e Três Lagoas)
- Centros de zona B: 5 (Bataguassu, Camapuã, Cassilândia, Chapadão do Sul, Coxim, Jardim, Miranda e Paranaíba)
- Centros locais: 17 (Bandeirantes, Bonito,Corguinho, Costa Rica, Dois Irmãos do Buriti, Jaraguari, Nova Alvorada do Sul, Pedro Gomes, Porto Murtinho, Ribas do Rio Pardo, Rio Negro, Rio Verde, Rochedo, São Gabriel, Sidrolândia, Sonora e Terenos)

### Religião

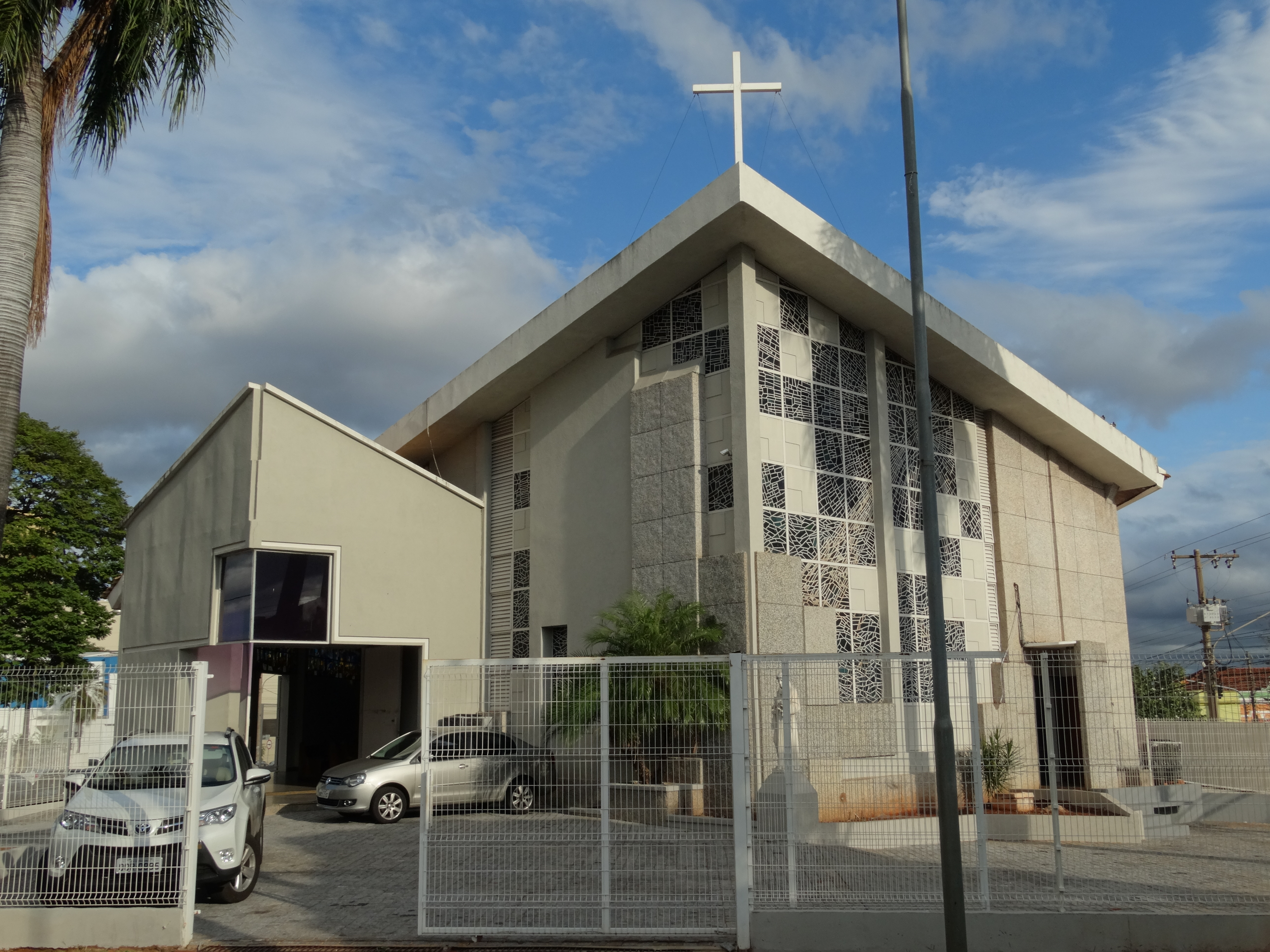
Catedral da Virgem da Abadia.

As religiões predominantes são o Catolicismo e o Protestantismo, os dois principais ramais do Cristianismo. Para o catolicismo, a cidade pertence à Arquidiocese de Campo Grande, e seu padroeiro é Santo Antônio (nascido em Lisboa e falecido em Pádua). Todavia, Campo Grande possui uma das maiores populações evangélicas/protestantes do Brasil: 30,5%. Igrejas como a Adventista (com mais de 100 templos na cidade), a Universal (com mais de 15 mil crentes), a Batista, a Presbiteriana, a Metodista, a Luterana, a Assembleiana, e novas denominações como Igreja El Shaddai - Visão celular segundo o Modelo dos 12, possuem muitos adeptos e apresentam crescimento mais acentuado do que o Catolicismo. Como a maioria das cidades brasileiras, começou a se desenvolver à beira de um curso d'água e à sombra de uma igreja. Algumas edificações se mesclam à história da cidade.[carece de fontes?]
Segundo o censo brasileiro de 2022, a composição religiosa da cidade era de 45,55% católicos, 34,26% evangélicos ou protestantes, 2,99% espíritas, 0,87% umbandistas ou candomblecistas, 0% religião tradicional, 5,85% outra religião, 10,26% irreligiosos, 0,08% desconhecidos e 0,14% não declarados.

## Governo e política

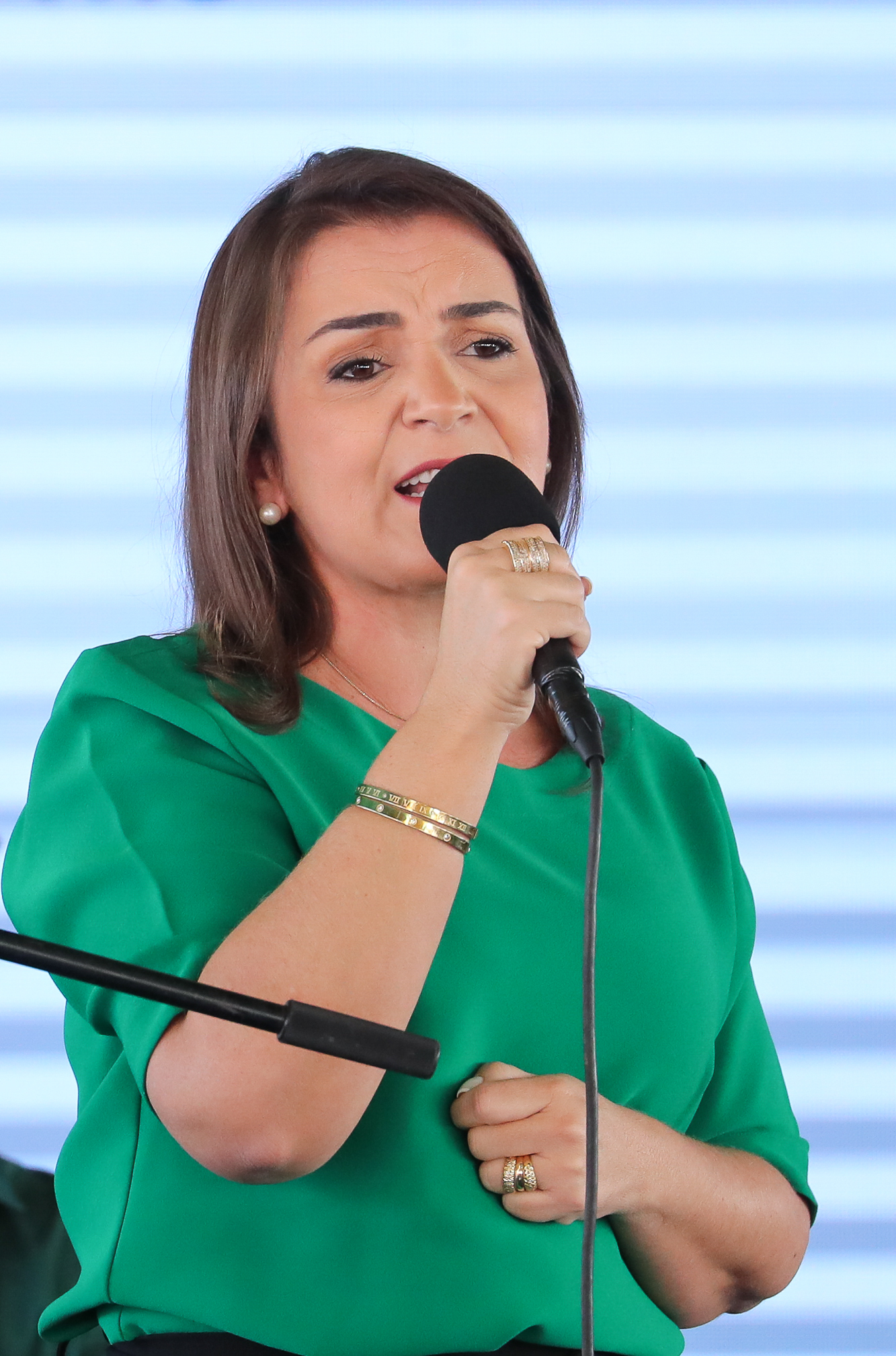
Adriane Lopes, atual prefeita de Campo Grande na gestão (2021-2024). Sucessora de Marcos Marcello Trad que deixou a prefeitura para disputar as eleições estaduais.

Campo Grande conta com o maior colégio eleitoral do estado de Mato Grosso do Sul. Seu eleitorado total é de 509 910 (238 974 homens e 270 936 mulheres), pertencendo à Comarca de Campo Grande.[carece de fontes?]

###### Poder Executivo
O poder executivo em Campo Grande é representado pelo prefeito, vice-prefeito e secretários municipais, que são responsáveis pela promulgação e aplicação das leis municipais. No dia 25 de agosto de 2015 o atual prefeito Gilmar Olarte foi afastado do cargo de prefeito após cumprimento judicial pelo Gaeco. Gilmar e outros empresários foram acusados de pagar aos vereadores pela cassação de Alcides Bernal, o prefeito eleito. Dessa forma, no dia 26 de agosto, aniversário da cidade, Alcides Bernal retornou a ser o prefeito da cidade por determinação judicial.

##### Poder Legislativo
O poder legislativo em Campo Grande é representado pela câmara de vereadores, que é responsável pela apreciação e aprovação de leis municipais. A cidade é representada por um total de 29 vereadores.[carece de fontes?]

##### Poder Judiciário
Campo Grande é sede do Poder Judiciário Estadual (Tribunal e Justiça do Estado). Também é sede do Tribunal Regional do Trabalho da 24ª Região, ou seja, do Estado de Mato Grosso do Sul. O Tribunal de Contas do Estado, embora sediado em Campo Grande, não pertence ao Poder Judiciário nem é um órgão do Poder Legislativo, pois possui autonomia administrativa e financeira. Sua função é auxiliar o Legislativo e fiscalizar a aplicação do dinheiro público.[carece de fontes?] É a sede também da Auditoria da 9ª Circunscrição Judiciária Militar, órgão da Justiça Militar da União, ramo especializado do Poder Judiciário Federal, incumbido de julgar os crimes militares cometidos nos estados de Mato Grosso do Sul e Mato Grosso, sua área de atuação jurisdicional.[carece de fontes?]

### Cidades-irmãs
Campo Grande tem como cidades-irmãs as cidades a seguir:
- Pedro Juan Caballero, Paraguai
- Iquique, Chile
- Lishui, China
- Zlín, República Tcheca
- Turim, Itália
- Correntes, Argentina[34]

## Economia

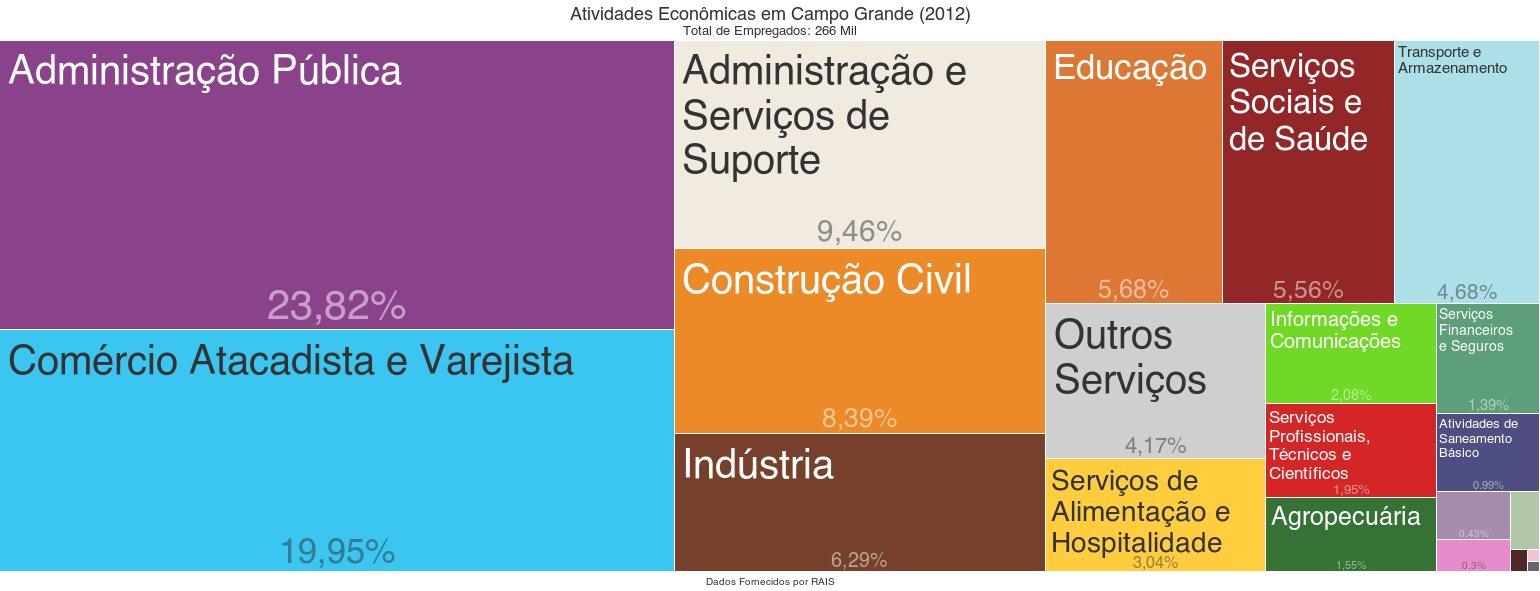
Atividades econômicas em Campo Grande - (2012)

A população economicamente ativa do município totaliza 333 597 pessoas (189 202 homens e 144 396 mulheres) e seu potencial de consumo é de 0,58% (est. 2006). De um modo geral, a maior parte da mão-de-obra ativa do município é absorvida pelo setor terciário (comércio de mercadorias e prestação de serviços). A construção civil também desempenha papel muito importante na economia local e o serviço público, por conta do volume de concursos.[carece de fontes?]
O cenário de crescimento atual faz com que a cidade possa ter condições de oferecer mais empregos, mas tem como desafio crescer de forma planejada sem que esse boom se torne uma catástrofe social e tire um dos principais chamarizes para o investimento: a qualidade de vida. Um exemplo otimista pode ser observado nos supermercados populares distribuídos pelos bairros da cidade. Famílias de baixa renda movimentam o comércio local, reflexo do momento de prosperidade da população local. A construção dos quatro novos shoppings centers (Campo Grande, Norte-Sul, Pátio Central e Bosque dos Ipês) na cidade deve gerar mais cinco mil postos de empregos.[carece de fontes?]

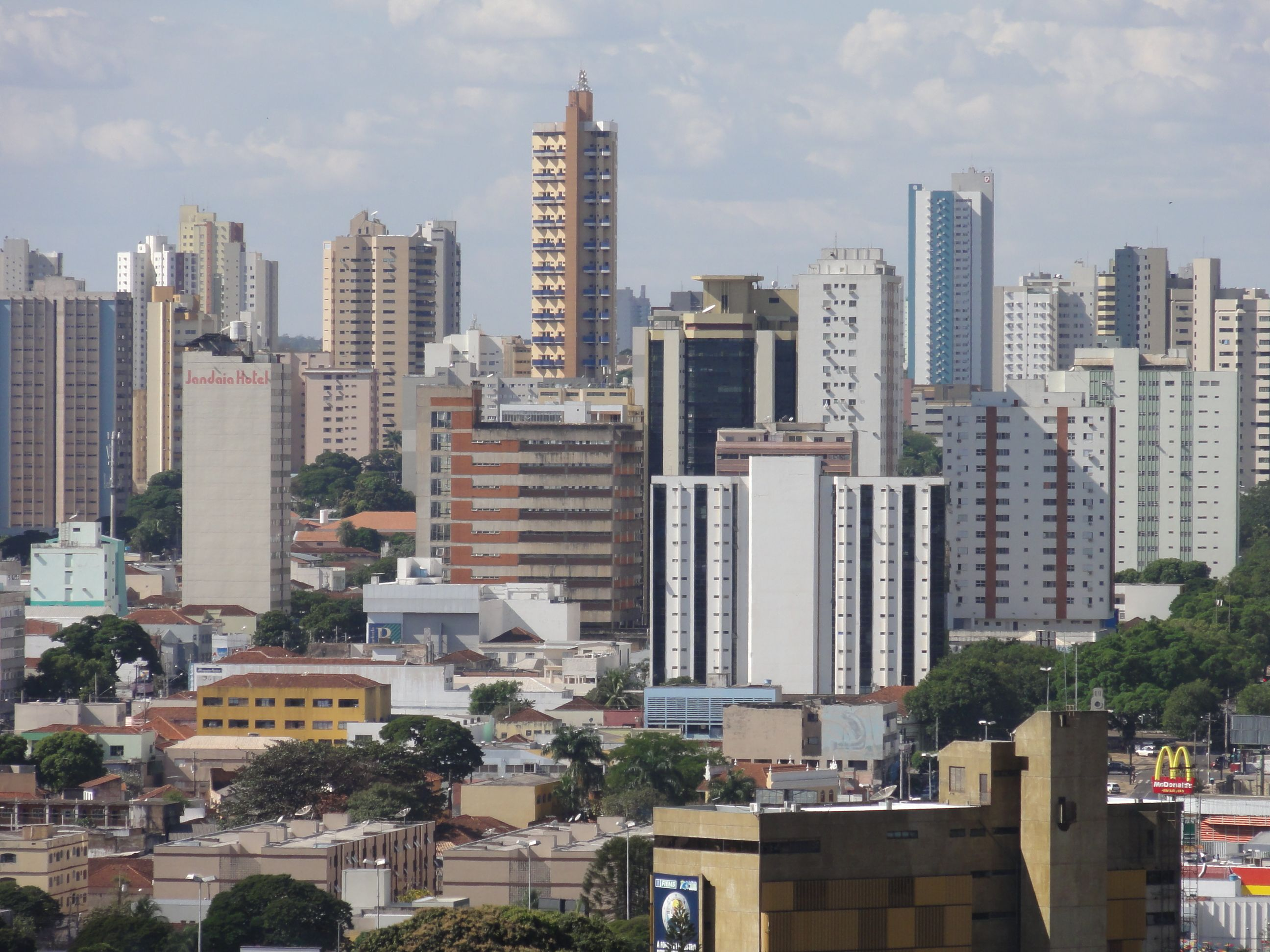
Centro da cidade.

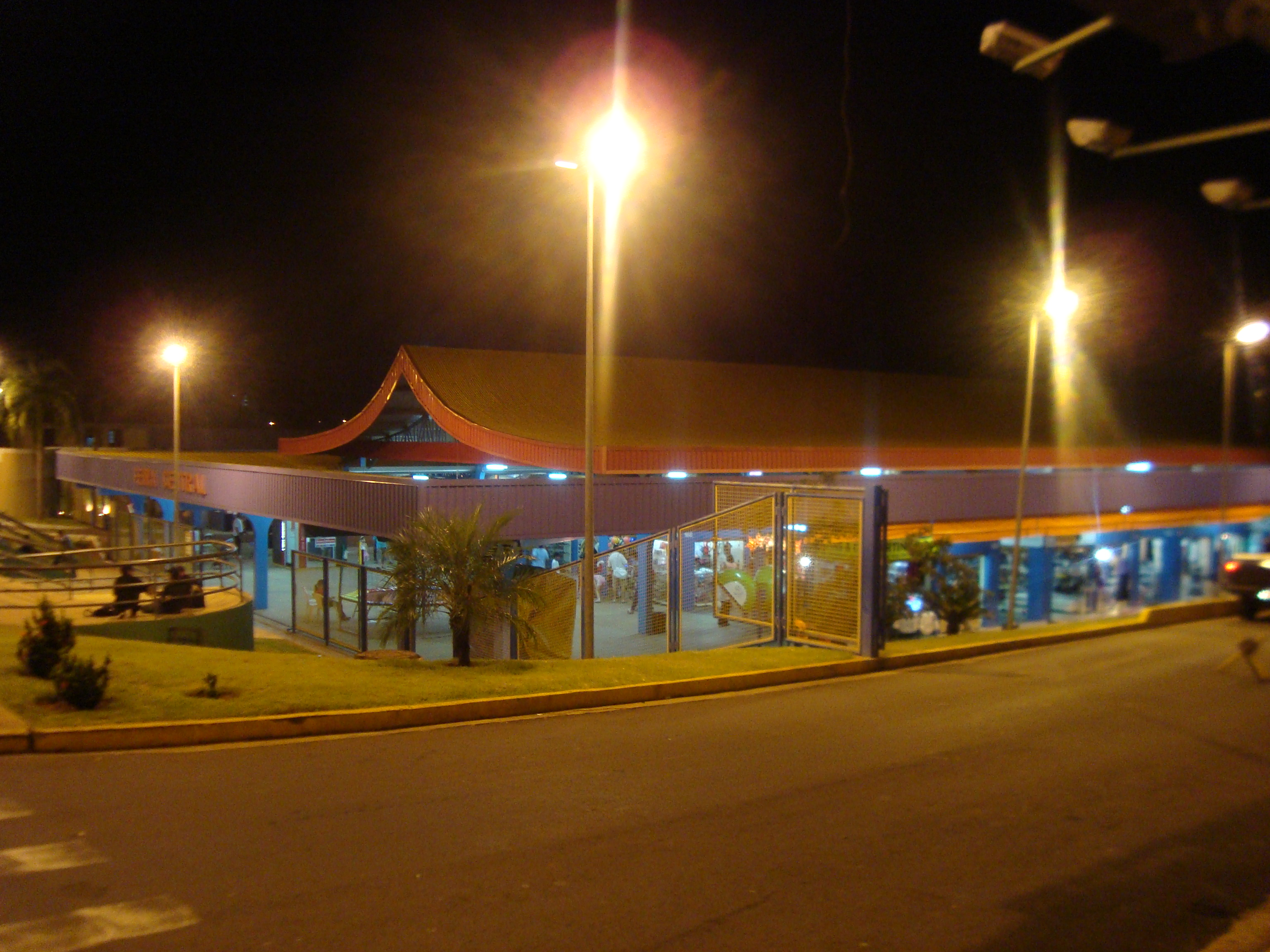
Feira Livre Central.

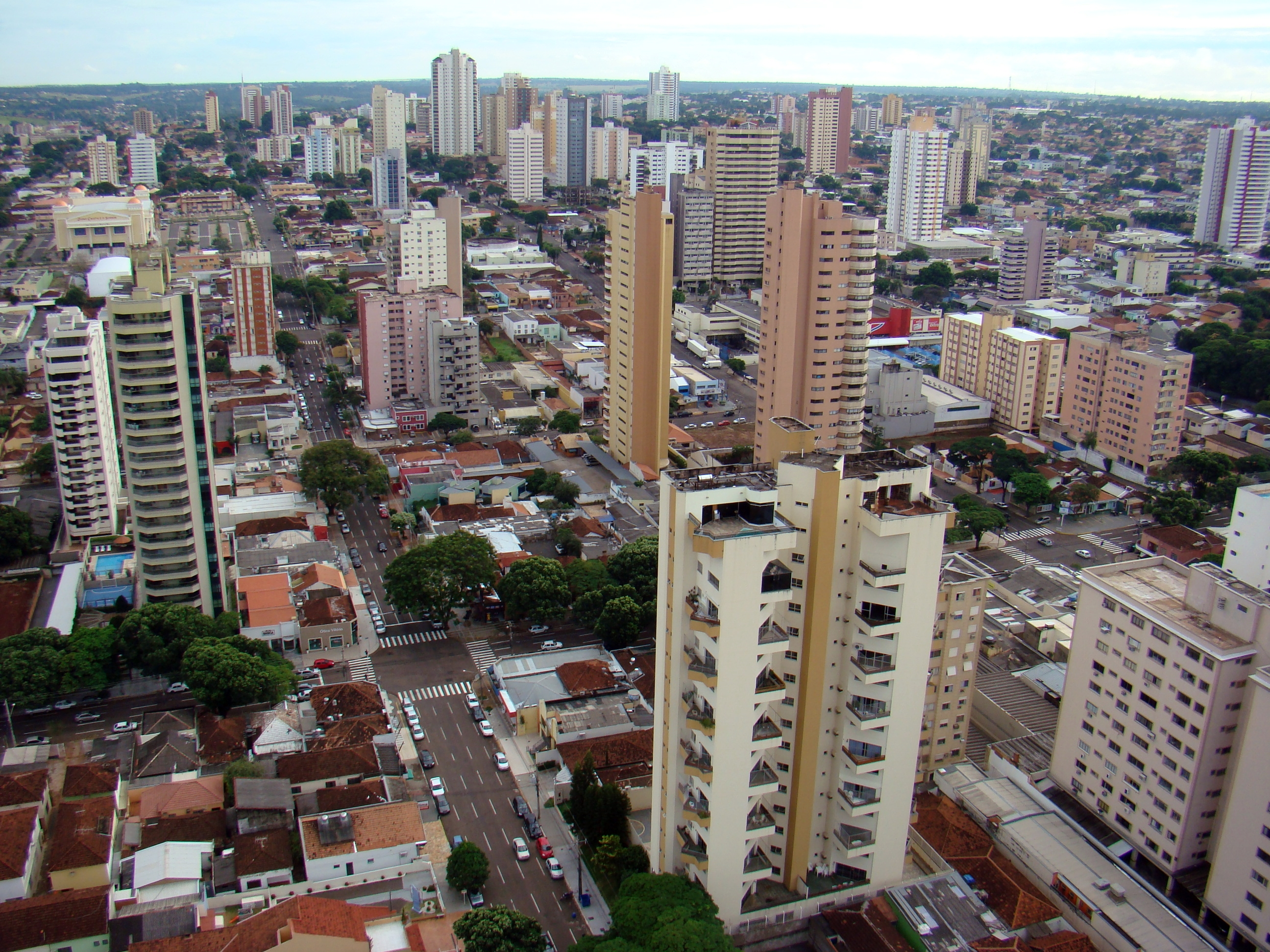
Panorama da região central da cidade.

Importante ramo econômico de Campo Grande, é uma de sua principais fontes de arrecadação. Na agricultura as principais culturas agrícolas são soja, milho, arroz e mandioca. É o 4º produtor de leite, 6º produtor de mel de abelhas (juntamente com os municípios de Amambai, Laguna Carapã e Maracaju), 11º produtor de ovos de galinha, maior produtor de lã e 17º produtor de trigo do estado. A pecuária bovina abastece os frigoríficos locais, que exportam carne para outros estados do Brasil. Outra atividade importante é a pecuária leiteira. Possui o 3º rebanho suíno, 6º rebanho bovino, 14º rebanho ovino e o 12º efetivo de aves (galinhas, galos, frangos) do estado.[carece de fontes?]
A junção dos setores primário e secundário, especialmente na agroindústria, desempenha papel importante na economia local, sendo um de seus pilares. Segundo o IBGE, há um total de 1300 indústrias de transformação no município. Estima-se que só nos polos industriais devem ser instaladas 180 indústrias nos próximos anos, sendo que 40 estão em fase de execução, num investimento de R$ 900 milhões com a expectativa de pelo menos 15 mil novos empregos. A Agência Municipal de Desenvolvimento Econômico estima que dentro das 180 indústrias incentivadas nos polos industriais nas saídas para Cuiabá e Sidrolândia, 40 estão em fase de instalação, 53 já funcionam, 44 cumprem as exigências e apresentam os projetos e 43 foram canceladas ou negadas. Muitas vezes as questões ambientais pesam na hora de não aceitar um investimento.[carece de fontes?]
Os principais da indústria são: extrativa, editorial e gráfica, roupas (vestuário, calçados e artefatos de tecidos), mobiliário, entreposto de ovos, fábrica de conservas, frigorífico (abate de aves, coelhos e bovinos), beneficiamento e fábrica de laticínios, sucos e extrato de frutas, água mineral e refrigerantes, material de limpeza, farelo e farinha de soja, fábrica de produtos e subprodutos de origem animal, metalúrgica, transporte, madeireira, mecânica, material elétrico e de comunicação, papel e papelão, borracha, produtos farmacêuticos e veterinários, perfumaria/sabões/velas, produtos de matérias plásticas, têxtil, curtume, fábrica de óleo de soja, fábrica de massas e biscoitos, moinho de trigo e fecularia.[carece de fontes?]
Com um razoável desenvolvimento comercial, Campo Grande dispõe de variados estabelecimentos: em 2006 eram cerca de 12 mil, em 2008 ultrapassaram os 20 mil estabelecimentos e em 2010 chegaram a 25 mil unidades. Vários grupos acenam para o mercado campo-grandense, como: Extra, Carrefour, Comper, Atacadão, Maxxi Atacado, Fort Atacadista, Wal-Mart, Lojas Romera, Casas Bahia, City Lar, Ponto Certo, Magazine Luiza, Pernambucanas, C&A, entre outras. - CENSO 2011.[carece de fontes?]

### Turismo
Campo Grande dispõe de uma grande infraestrutura tanto para o turismo tradicional quanto para turismo de eventos e histórico. Oferece várias opções de hotéis e equipamentos de lazer rural e urbano, sendo considerada um importante ponto turístico em território brasileiro. Campo Grande é uma das opções por onde começa a aventura turística dos que se propõem a conhecer o Pantanal. Campo Grande também se destaca no turismo de eventos, oferecendo diversas oportunidades de negócios. Recebe vários eventos nacionais e internacionais, dispondo de uma infraestrutura de serviços. Também a opção do turismo rural. Pode-se conhecer estâncias, pousadas rurais, pesque-pagues, trilhas ecológicas, cachoeiras e fazer esportes radicais e cavalgadas. No day-use o turista pode conhecer a história e cultura dos peões locais, além de ter a opção de comprar guloseimas e artesanato rural.[carece de fontes?]

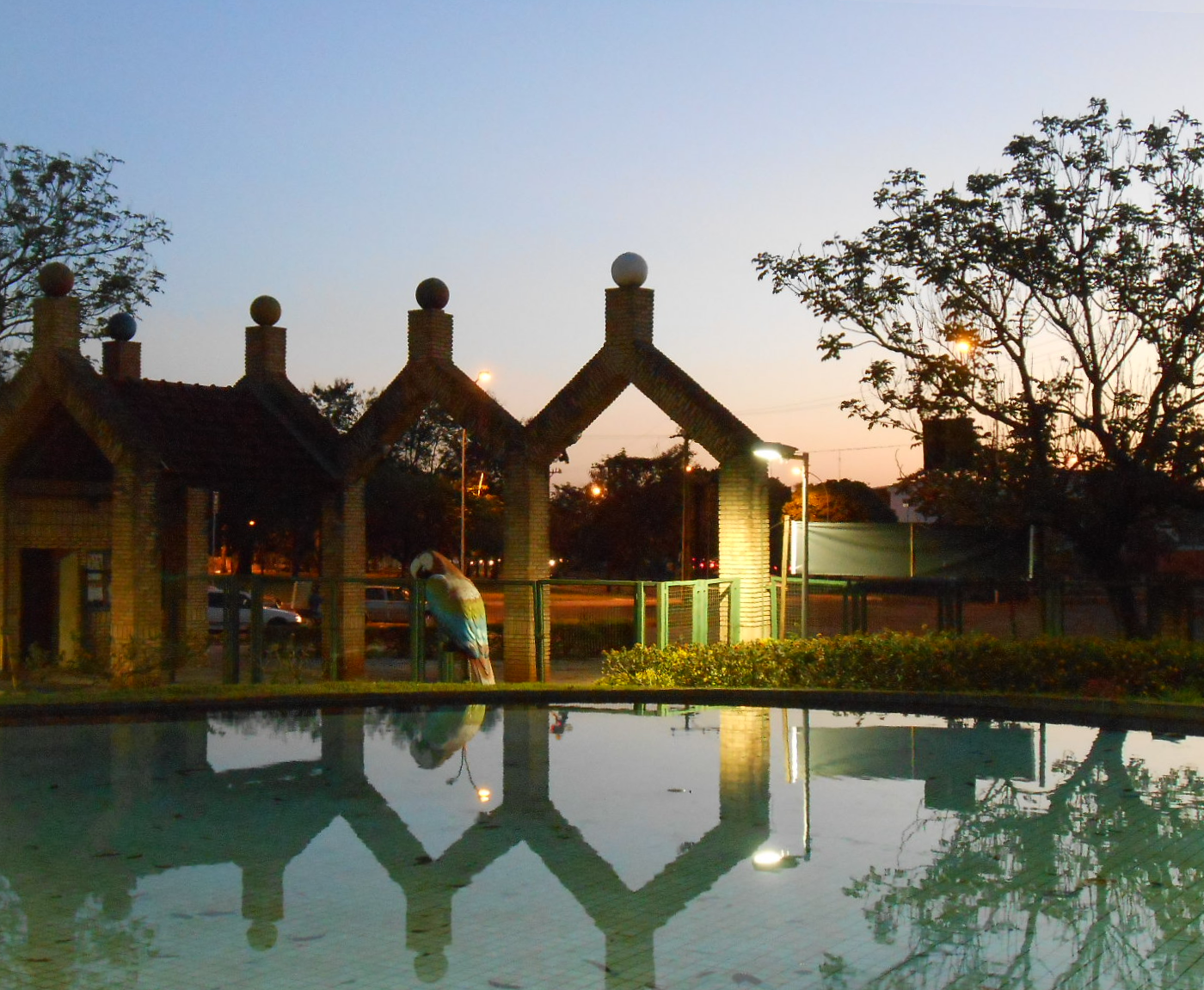
Horto Florestal de Campo Grande.

Em Campo Grande a rede hoteleira chega a 50 unidades e o número de leitos a 4 mil. Faltam dois mil leitos em hotéis para atender a demanda de eventos na Capital. Os investimentos que vem para aliviar essa deficiência é o novo hotel em frente ao Shopping Eldorado Campo Grande, na Avenida Afonso Pena, da rede hoteleira Metropolitan e Hotel Internacional. O prédio terá classificação de quatro estrelas, com oito andares, 200 apartamentos, dois restaurantes, seis salas de conferência, uma sala de ginástica e galeria de lojas que atenderá as classes A e B. As obras da rede Metropolitan iniciaram em março de 2007, com previsão de conclusão até o 2° bimestre de 2010. O custo do investimento deve superar R$ 25 milhões. Outro hotel, o Holiday Inn de categoria cinco estrelas, está sendo construído em frente à Base Aérea, na Avenida Duque de Caxias. A obra do hotel seria parte do projeto da prefeitura para trazer a Copa do Mundo FIFA de 2014, mas a cidade acabou não-escolhida subsede da copa. O proprietário é o empresário Jair Pandolfo, dono de três hotéis em Campo Grande.[carece de fontes?]
Previsto para inauguração em meados de fevereiro de 2015, a rede brasileira de hotéis luxo, Hotéis Deville, inaugurará um hotel cinco estrelas na Avenida Mato Grosso, 4250, na esquina do Parque das Nações Indígenas. O Hotel Deville Prime Campo Grande terá 191 apartamentos e quatro suítes, em dez andares. No total, o prédio será de doze pavimentos, com seis salas de eventos (para 750 pessoas), piscina externa, restaurante com 188 lugares, bar, business center e academia de ginástica.[carece de fontes?]

## Infraestrutura

### Saúde

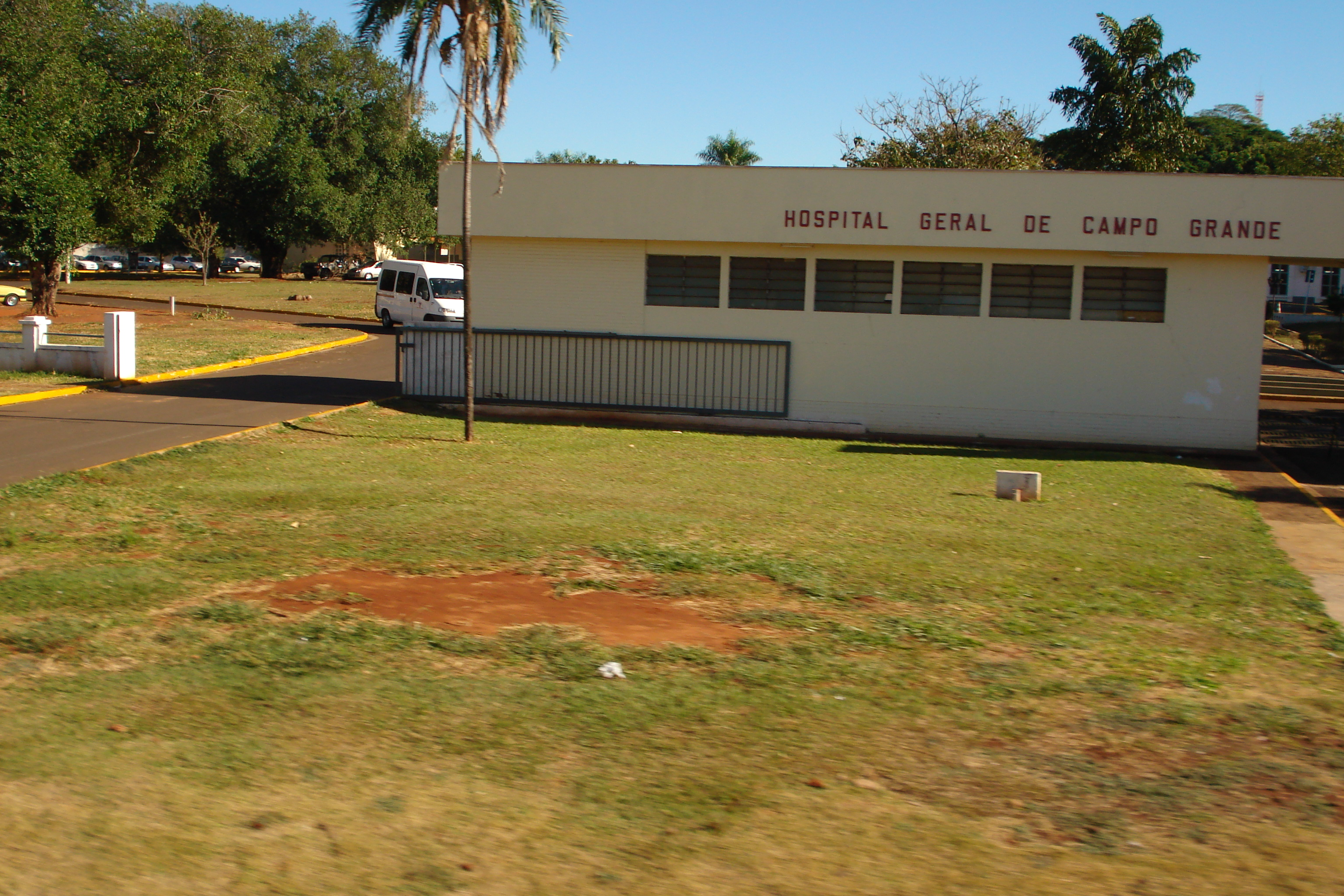
Hospital Geral de Campo Grande

Na saúde, a cidade de Campo Grande tem variadas modalidades médicas distribuídos por várias unidades de saúde, incluindo hospitais, maternidades e pronto-socorros. Entretanto, seus principais centros públicos sofrem com a superlotação de várias pessoas que procuram atendimento na cidade, incluindo pacientes vindos do interior do estado. São 843 unidades de saúde (sendo 27 hospitais), distribuídos entre públicos e privados. Com relação ao número de leitos, Campo Grande oferecem um total de 2463 leitos hospitalares. Campo Grande também é uma das capitais do Brasil mais bem servidas também de cemitérios, totalizando oito, entre públicos e privados.[carece de fontes?]
A cidade não está preparada para administrar o lixo produzido. Em certos casos, há o despejo de lixo hospitalar junto com lixo comum.

### Educação

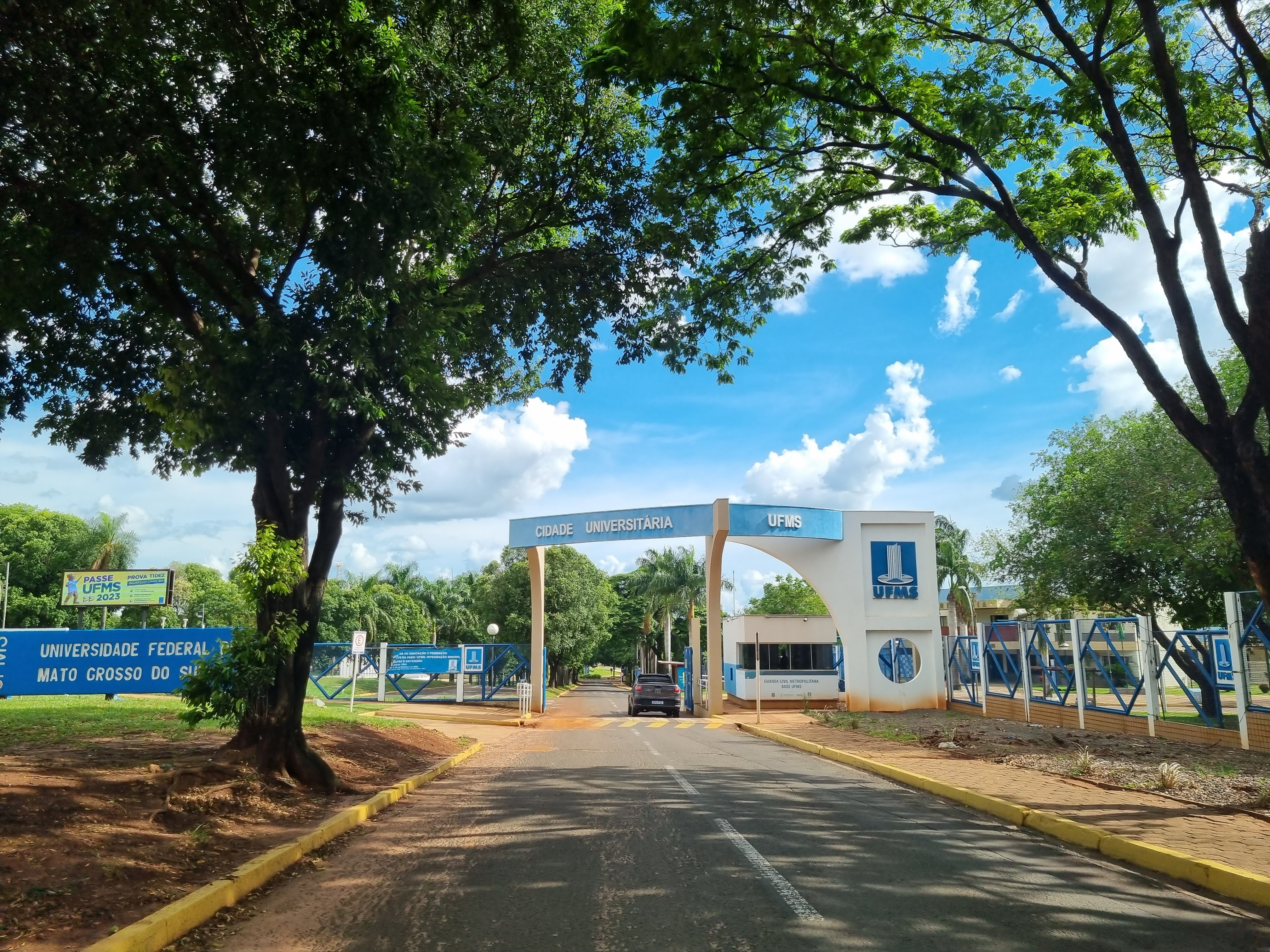
Campus da UFMS.

No ensino fundamental, segundo o MEC, há 449 escolas de ensino básico, fundamental, médio e profissionalizante. O município oferece creches de período integral para crianças de 6 meses a 5 anos. No ensino superior, há três instituições públicas, o IFMS - Instituto Federal de Mato Grosso do Sul, a UFMS - Universidade Federal de Mato Grosso do Sul e a UEMS - Universidade Estadual de Mato Grosso do Sul, as demais são privadas: Rede Anhanguera, UCDB e Estácio de Sá.[carece de fontes?]

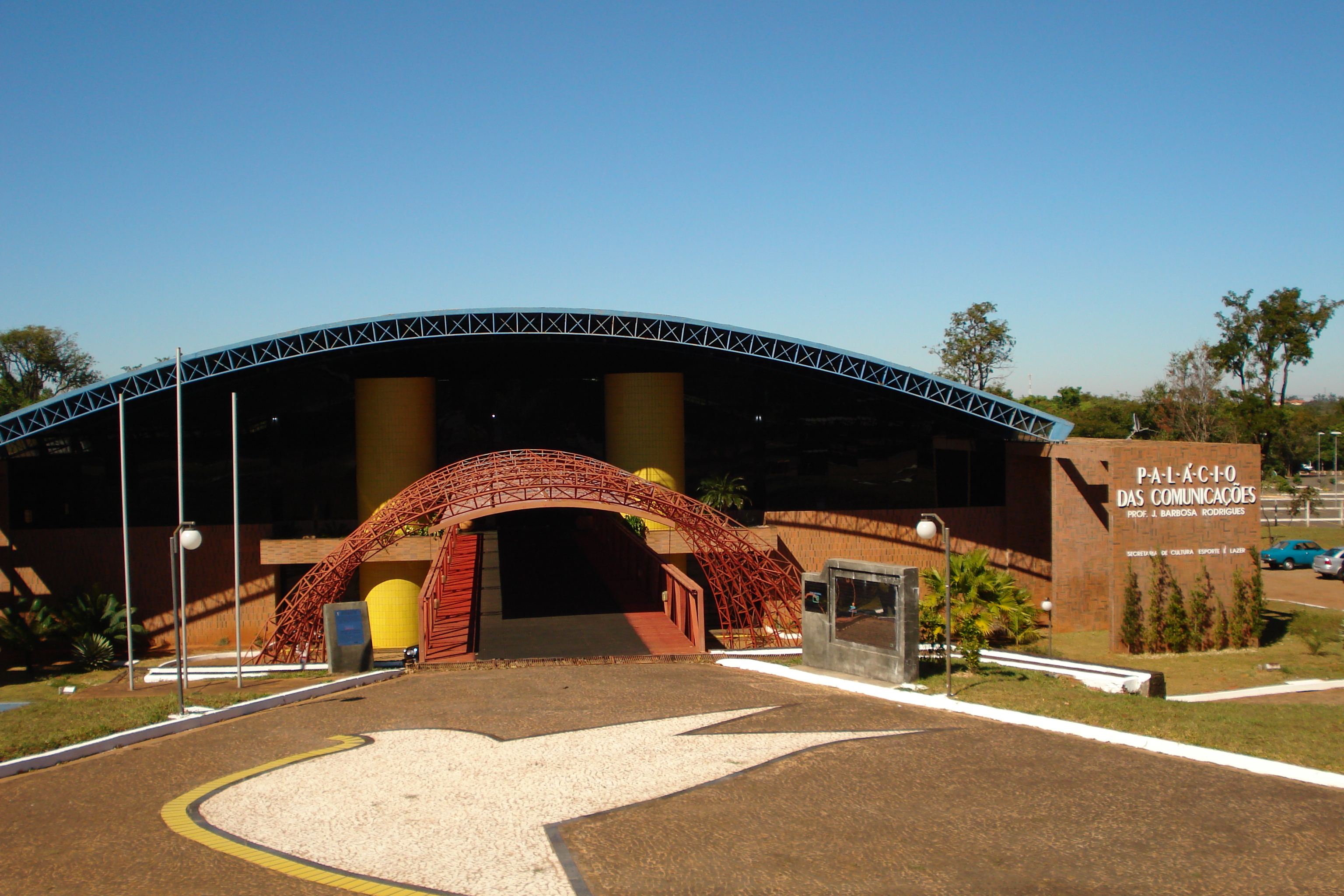
Palácio das Comunicações.

### Comunicações
Dispõe de uma boa infraestrutura para comunicações que abrange jornais, revistas, rádios, sites de notícias e emissoras de televisão. Com relação a internet, Campo Grande dispõe de conexões de banda larga e pontos de acesso público, nas praças principais e terminais de ônibus urbano. As LAN Houses (casas de jogos em rede e acesso à internet) praticamente se reduziram aos bairros, por conta do acesso mobile em 3G e 4G.[carece de fontes?]

### Transportes

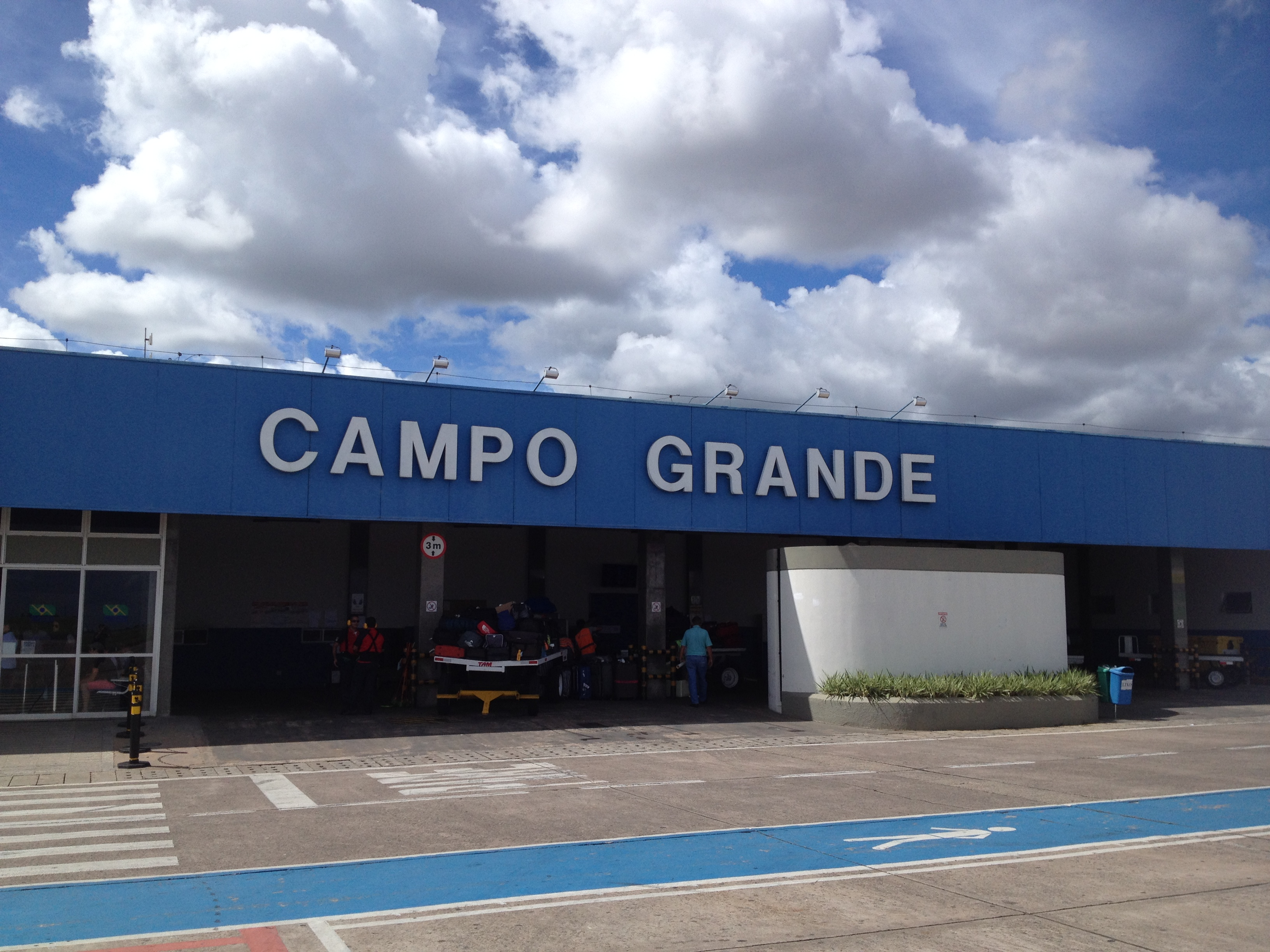
Terminal do Aeroporto Internacional de Campo Grande.

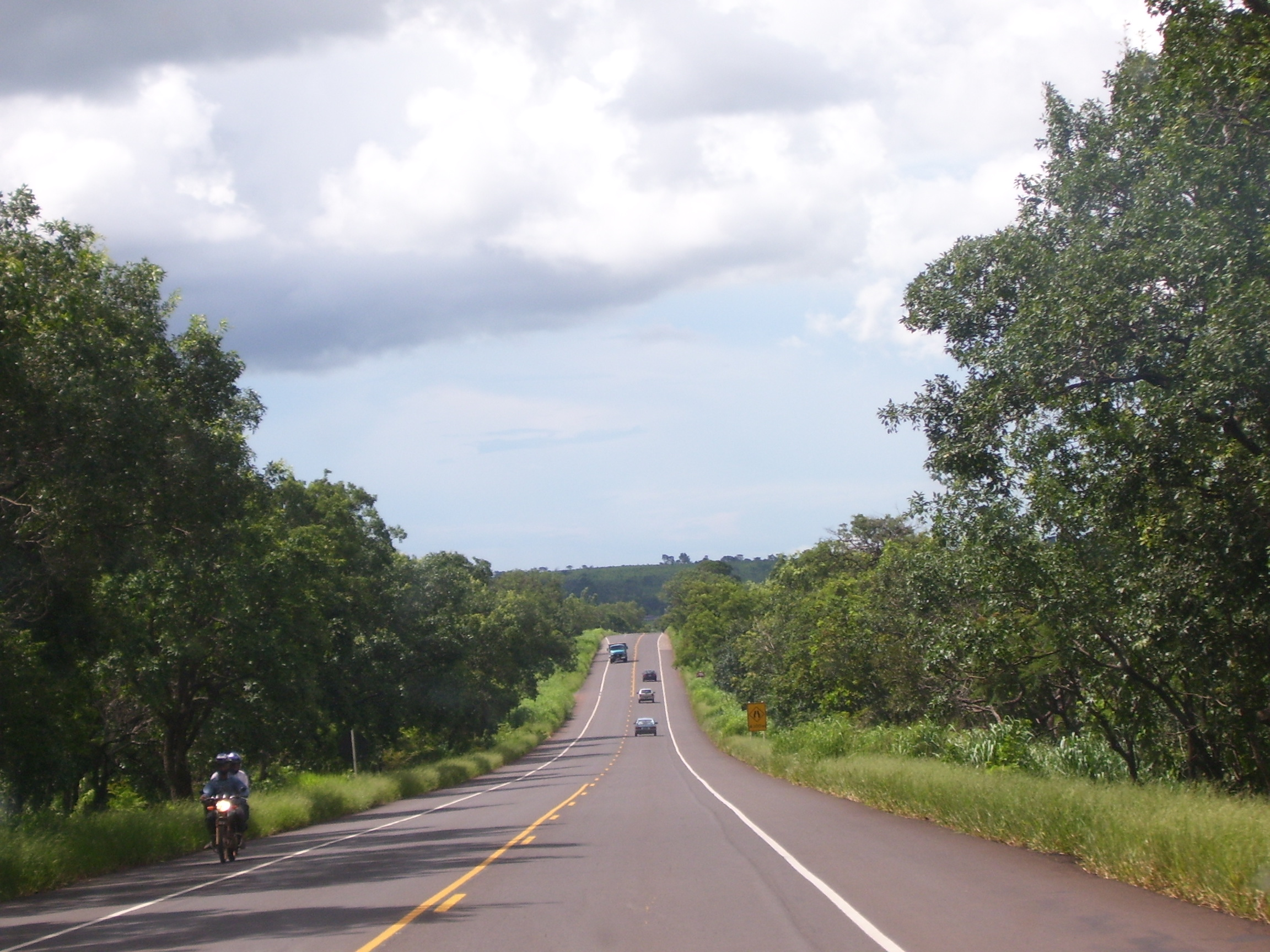
BR-267 entre Bataguassu e Campo Grande.

O transporte interurbano que atende o município é dividido em rodoviário e aéreo. Por automóvel, suas principais rodovias são a BR-060, BR-163 e BR-262, além das estaduais. A cidade ainda conta com o Terminal Rodoviário de Campo Grande, ao qual operam 20 empresas que dispõem de linhas de ônibus rodoviário para várias partes do Brasil.[carece de fontes?]
O Aeroporto Internacional de Campo Grande é o maior do estado, possuindo uma pista de 2600m, uma área de embarque de 6 mil m², 4 empresas de transporte e distante 6 km do Centro. O aeroporto Santa Maria: situado a leste de Campo Grande, na zona rural, recebe pequenos aviões particulares e agrícolas. Já o Teruel: situado no sul da cidade, a 15 km da região central, recebe pequenos aviões particulares e agrícolas.[carece de fontes?]
Já o transporte urbano de Campo Grande é representado por 4 modalidades: Os ônibus coletivos, que contam com uma frota de 600 veículos, que operam em 150 linhas e 10 terminais; o Executivo, que possui uma frota de 25 veículos e opera em 10 linhas, o sistema de táxi, onde há cerca de mil veículos e 100 pontos e o mototáxi, também com mil veículos e 100 pontos.[carece de fontes?]

## Cultura
A cultura em Campo Grande é marcada pela diversidade de costumes, música e gastronomia e reflete traços culturais singulares devido à herança deixada pelos índios e diversas raças, como a europeia, sírio-libanesa, japonesa, paraguaia, boliviana e pelos migrantes oriundos de outros Estados que aqui se radicaram.[carece de fontes?]

### Monumentos

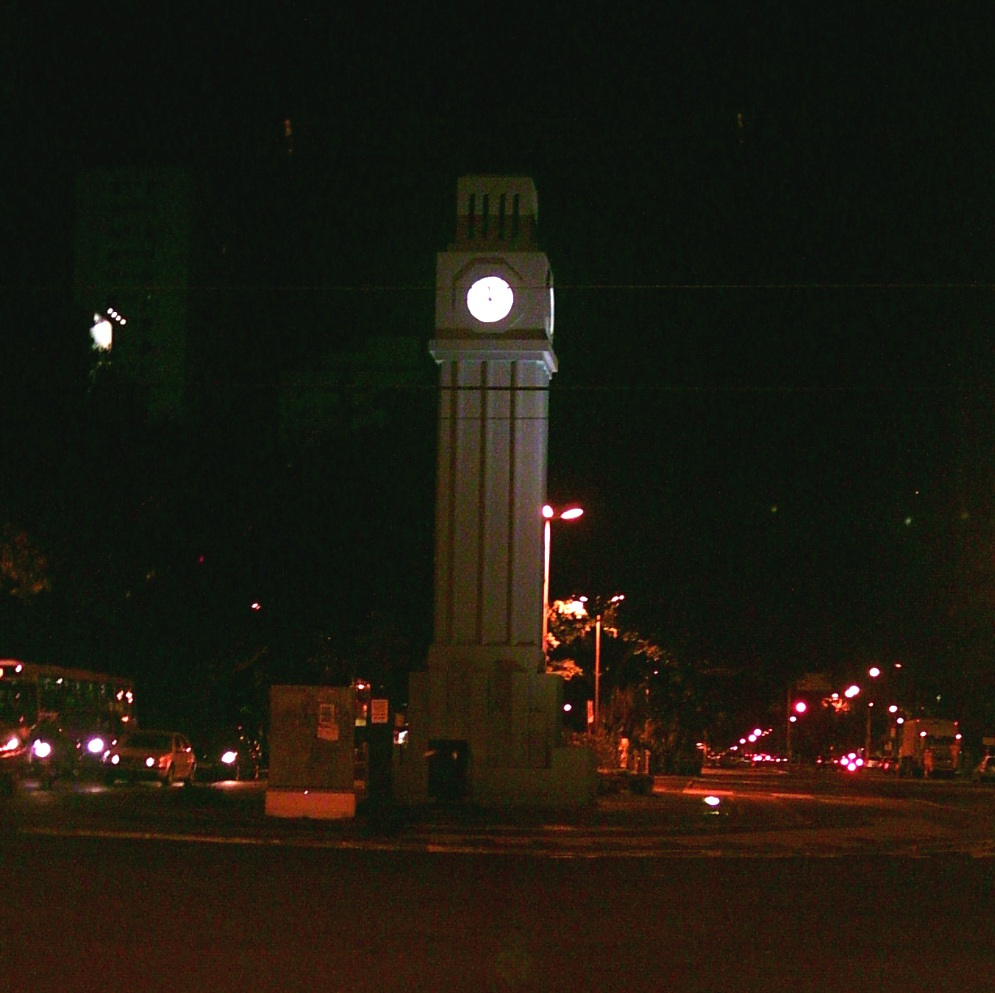
Relógio Central de Campo Grande.

Os monumentos são marcos de sua história e eternizam a importância dos povos que contribuíram para a evolução urbana de Campo Grande. Algumas edificações se mesclam a história da cidade. O Monumento do Aviador na Base Aérea de Campo Grande é homenagem o Tenente Aviador Chaves Filho, Subcomandante da Base. Já Monumento ao Índio no Parque das Nações Indígenas simboliza e homenageia a cultura indígena. O Monumento da Imigração Japonesa na Praça da República de Campo Grande traz a marca a chegada da colônia japonesa ao Estado, no início do século XX. A obra, que representa a maquete de uma casa típica japonesa, é do escultor Yutaka Toyota e está localizada na área central da Praça da República, tendo sido inaugurada no dia 26 de agosto de 1979 em homenagem aos 70 anos da imigração japonesa.[carece de fontes?]

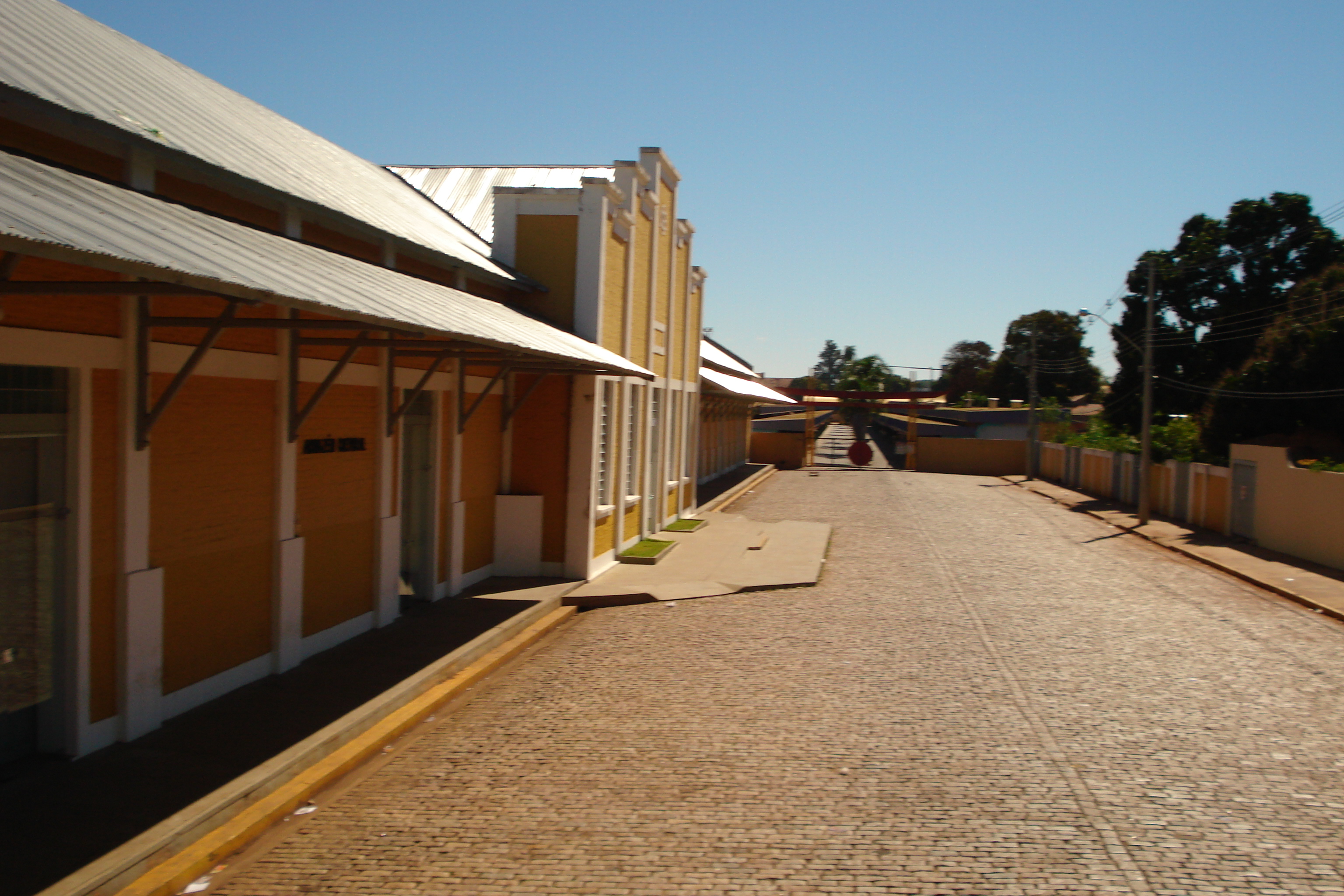
Armazém Cultural.

O Monumento Carro de Boi, também conhecido por Monumento dos Imigrantes, é considerado o marco da fundação da cidade. Tal monumento marca o local aonde chegaram as primeiras famílias de migrantes em Campo Grande, que vieram de Minas Gerais desbravar a região. Idealizado pela artista plástica Neide Ono e construído em 1996, o monumento é representado por um carro de boi, meio de locomoção utilizado pelos colonizadores da cidade. Localizado ao lado do Horto-Florestal. O Monumento Pantanal Sul no Aeroporto Internacional de Campo Grande é representado por dois tuiuiús, símbolo do Pantanal. Já o Obelisco foi construído em homenagem aos fundadores da cidade, e inaugurado no dia 26 de agosto de 1933, na gestão do então Prefeito Ytrio Corrêa da Costa, num projeto do Engenheiro Newton Cavalcante, na época comandante da Circunscrição Militar. Foi tombado como Patrimônio Histórico de Campo Grande em 26 de setembro de 1975. O Relógio Central, originalmente construído na confluência da rua 14 de Julho com a avenida Afonso Pena, foi ponto de referência da cidade, onde aconteciam grande reuniões e comícios políticos. A réplica existente, inaugurada em 2000, imita o original, que media 5 metros de altura, possuía um relógio com quatro faces e foi demolido em nome do progresso.[carece de fontes?]

### Culinária

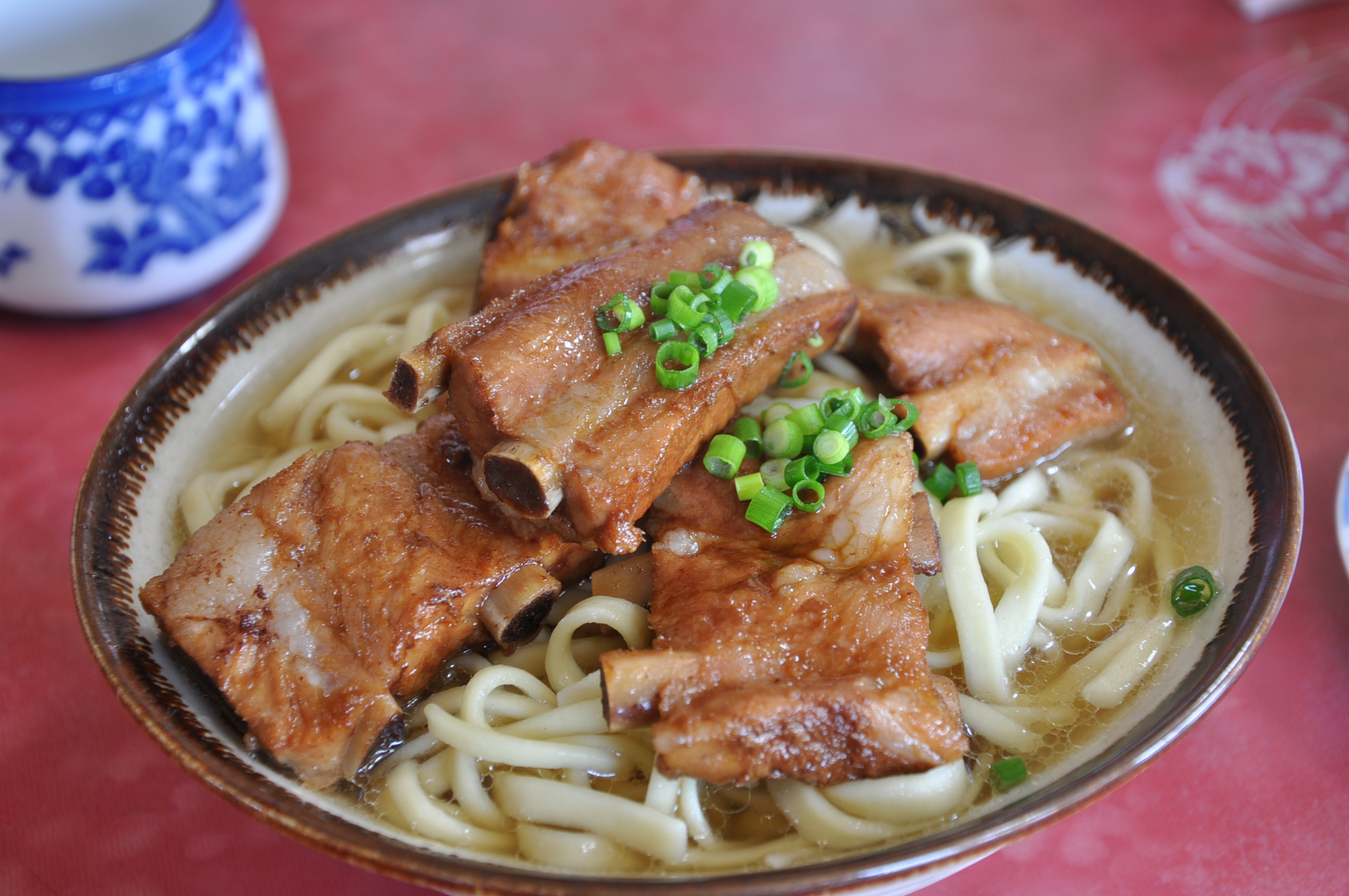
Sobá.

A culinária de Campo Grande incorpora vários sabores. Na cidade os restaurantes incorporaram ao cardápio local receitas desenvolvidas com produtos regionais. Um exemplo é o nhoque de mandioca com molho de carne-seca. Também se destaca o churrasco de carne bovina (por conta da forte influência gaúcha) com mandioca (hábito adquirido com os índios). Para completar umas gotas de shoyu, tempero japonês à base de soja (shoyu = soja em japonês), que se tornou popular entre os campo-grandenses. Do Japão, particularmente das Ilhas Ryukyu, veio outro prato típico: o Okinawa-soba, que é um prato quente ao qual vai macarrão, carne suína, caldo é condimentos, tendo adaptações ao gosto local, sendo Campo Grande a primeira cidade no Brasil a dispor desse tipo de restaurante. Os peixes também têm sua importância gastronômica, sendo muito comum o pacu, dourado, pintado e piranha. A sopa paraguaia, também muito comum, é um tipo de bolo com milho, cebola e queijo. Outro prato comum é a chipa, semelhante ao pão-de-queijo. É fruto da comunidade libanesa, o consumo de alimentos da culinária árabe, com muitos restaurantes típicos no Centro da cidade, como por exemplo na rua 7 de Setembro, em Campo Grande há muitos empórios e restaurantes aos quais se vendem esfihas, quibes, shwarma (sanduíche árabe), belewa (doce árabe) charutos de folhas de uva e outros pratos típicos dessa culinária.  Outros pratos que também são comuns são os feitos com pequi, como arroz ou galinha com pequi (cuidado para não se machucar com os espinhos dentro da fruta), além de guariroba e arroz carreteiro com charque.[carece de fontes?]
Como bebida típica há o tereré (feito com infusão de erva-mate e água gelada), de origem paraguaia e dos povos Guarani, é servido numa guampa geralmente de chifre de boi e com uma bomba, de fácil preparo e tomado nos encontros entre amigos e familiares. Existem regras bem definidas numa roda de tereré e que devem ser respeitadas. A bebida é consumida especialmente nos fins de semana, acompanhada de música regional.[carece de fontes?]

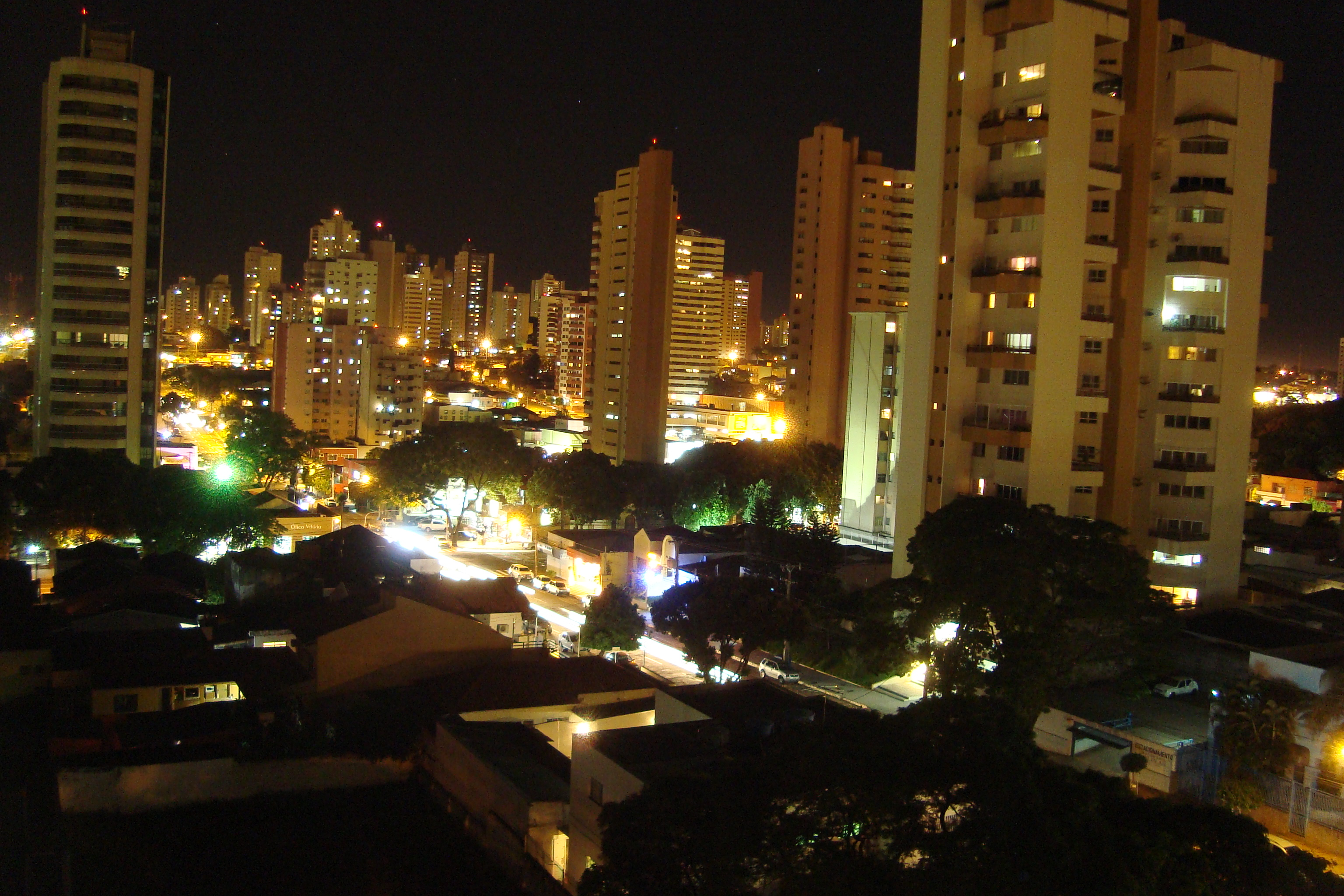
Vista noturna de Campo Grande.

### Arquitetura
Campo Grande possuindo avenidas amplas e largas que se cruzam nos sentidos norte-sul e leste-oeste, formando um desenho semelhante a um tabuleiro de xadrez. A cidade experimentou um "boom" de desenvolvimento nas décadas de 1960, década de 1970 e década de 1980, condição que acabou facilitando também a construção das primeiras estradas de acesso, sendo grande polo atrativo de empregos. Já na década de 1990, definhava na ausência de perspectivas econômicas, chegando até mesmo a sofrer déficit nas estatísticas de crescimento, recuperando-se a partir do final dessa década. Há uma perspectiva de que no início da década de 2020 conte com mais de 1 milhão de habitantes, podendo assim ser considerada uma metrópole regional.[carece de fontes?]
Nos últimos anos houve um grande crescimento de construções voltadas para as classes A e B, ultrapassando R$ 1 bilhão só na fase de implantação. Isso se dá pelas seguintes razões: saturação dos grandes centros (que já não têm mais espaço para determinadas atividades econômicas); da estabilidade econômica e aumento da renda da população local; incentivos municipais e estaduais, que vão desde a isenção de ISS (Imposto sobre Serviços de Qualquer Natureza) e IPTU (Imposto Predial e Territorial Urbano) até doação de áreas e execução de terraplenagem. O fato de que na cidade não existe concentração de indigentes e pedintes de rua, se comparado aos grandes centros, também pesa na hora de atrair investidores. Os programas sociais dos governos conseguiram amenizar a situação crônica enfrentada pelas famílias excluídas. A cidade é a primeira capital a eliminar todas as favelas e, além disso, os índices de violência são considerados muito baixos para os padrões brasileiros.[carece de fontes?]
Entretanto, a expansão horizontal da cidade acabou provocando baixa densidade populacional, grandes distâncias, bairros com pouca infraestrutura, além de inúmeros terrenos vagos. Segundo urbanistas, caberia outra Campo Grande dentro dela mesma. Há estudos para urbanizar os vazios da cidade.[carece de fontes?]

### Literatura

#### Bibliotecas

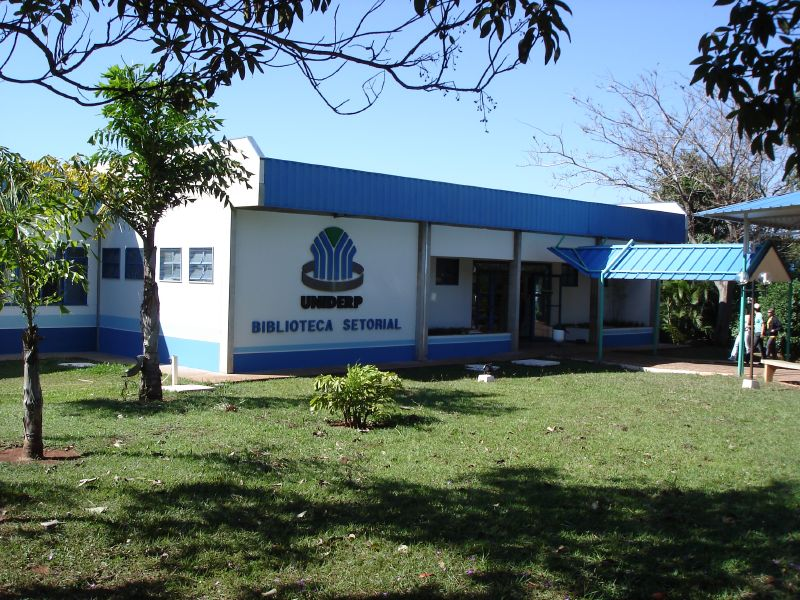
Biblioteca UNIDERP

Biblioteca Dr. Manuel de Oliveira Gomes (Ministério Público do Estado de Mato Grosso do Sul) o acervo da biblioteca é composto atualmente de 5 820 obras em geral divididos entre livros, revistas, folhetos, obras de referência e CD-ROMs, possui ainda as coleções do Diários da Justiça de MS, Diário Oficial de MS, Diário Oficial da União (desde fevereiro de 1979), aberta ao público para pesquisa.[carece de fontes?]

#### Entidades
- União Brasileira de Escritores - Seção MS: surgiu a partir do antigo MEI - Movimento de Escritores Independentes e atualmente congrega escritores da capital e do interior do Estado. Realizou em 1986 a Noite da Poesia de Campo Grande como mostra não-competitiva, que a partir de 1989 foi transformada em um concurso de poesia contemplando texto e declamação. O evento que se tornou referência estadual, hoje acontece em nível nacional. É realizado graças à parceria com a Fundação de Cultura de Campo Grande, que nos últimos anos trouxe grandes nomes para a realização de palestras, como Adélia Prado, Wally Salomão, Arnaldo Antunes, Nélida Piñon, Gabriel o Pensador e Affonso Romano de Santana.[carece de fontes?]
- Academia Sul-Mato-Grossense de Letras: cognominada "Casa Luís Alexandre de Oliveira" com sigla A.S.L., é sucessora da Academia de Letras e História de Campo Grande, fundada em 11 de outubro de 1972, desde 1979 possui o nome atual. É uma associação de duração ilimitada, que tem finalidade exclusivamente literária e cultural, legalmente constituída em pessoa jurídica. É a associação literária máxima que representa o estado de Mato Grosso do Sul perante a Academia Brasileira de Letras.[carece de fontes?]
- Rede Brasileira de Cooperação ao Desenvolvimento - UNEPE: Com sede em Campo Grande, foi criada no início da década de 1980 e em parceria com o poder público e a iniciativa privada a entidade desenvolve ações contribuindo na melhoria da qualidade de vida da população residente, em especial na região semiárida do Nordeste, no Cerrado e Pantanal Sul-Mato-Grossense. A Unepe atua em muitos campos de trabalho - que varia da assistência social, promoção econômica e do emprego, através do fomento à criação de leis e promoção da democracia, da paz, segurança e reconstrução em caso de desastres, a garantia de assistência, saúde e educação para todos, combate a fome e a miséria, ajuda humanitária e preservação do meio ambiente. Desenvolve com seus parceiros os serviços de gestão e logística, agindo para negociar os diversos interesses das comunidades. Em situações de emergência, mobiliza a sociedade e os órgãos de defesa civil, realizas programas e projetos de ajuda em casos de catástrofes.[carece de fontes?]

### Esportes

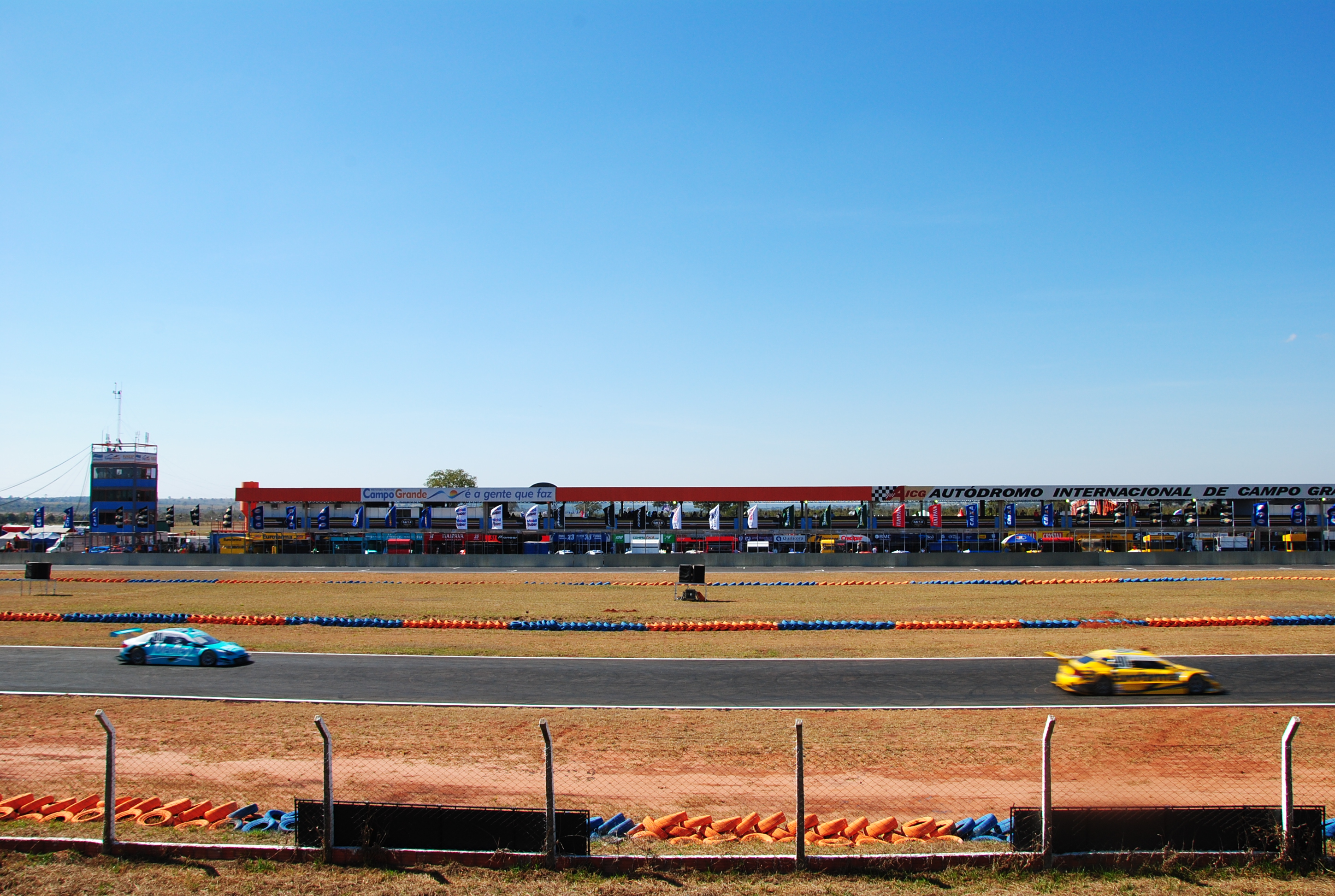
Autódromo Internacional Orlando Moura

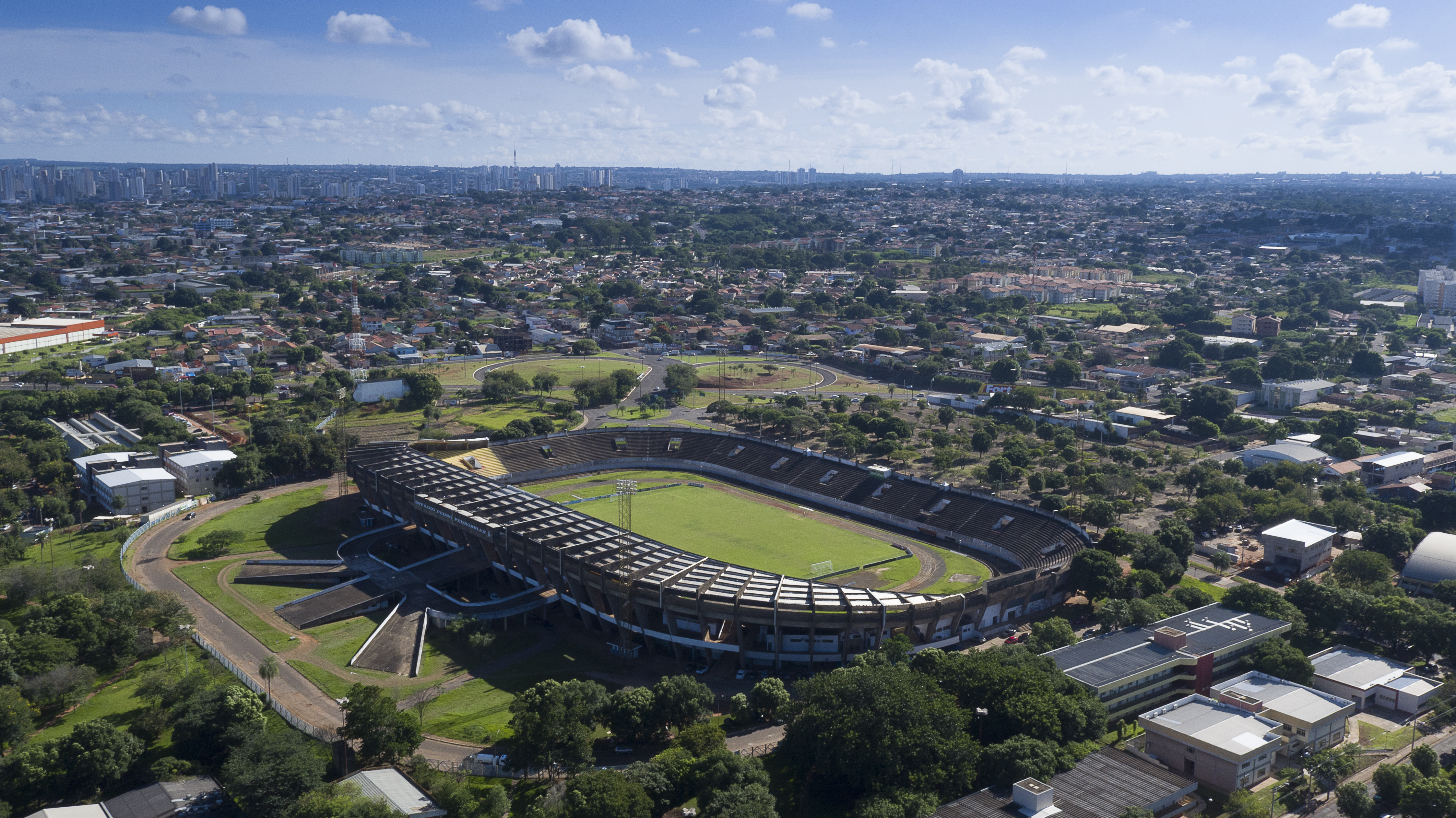
Estádio Morenão

A cidade possui razoável planejamento de infraestrutura esportiva: recebe todo ano eventos esportivos e automobilísticos importantes como a Formula Truck e a Stock Car. O maior estádio universitário da América Latina também se encontra na cidade.[carece de fontes?] Possui vários outros equipamentos esportivos que impulsionam mais o turismo esportivo e atraem milhares de pessoas.[carece de fontes?]
A cidade é servida pelo Autódromo Internacional Orlando Moura, que fica 15 km a oeste do Centro de Campo Grande e possui uma pista com 3.433 metros de extensão. Recebe todos os anos etapa nacional da Stock Car, Fórmula Truck e Motovelocidade e Kartódromo Ayrton Senna, que está a 15 km a sul do Centro de Campo Grande, no bairro Cidade Morena, possuindo uma pista de 930 metros de extensão.[carece de fontes?]
Principal polo futebolístico do estado, Campo Grande possui toda infraestrutura relativa a este esporte, com vários estádios e clubes. Sendo candidata a ser subsede da Copa do Mundo FIFA 2014 no Brasil mas acabou perdendo para Cuiabá, que também era uma das candidatas. Os principais times municipais são o Comercial e o Operário, pois foram os que jogaram no Campeonato Brasileiro, seguidos, atualmente, pelo Cene. Outros times profissionais do município são: Moreninhas, Portuguesa, Campo Grande, Taveirópolis (inativo), Guaicurus e MS Saad (inativo) e o clube mais novo da Capital Novoperário Futebol Clube. A cidade possui alguns estádios, como o Morenão; Estádio das Moreninhas (localizado no Parque Jacques da Luz) e Olho do Furacão (de propriedade do Cene). Outros locais, como Elias Gadia e Belmar Fidalgo, foram transformados em praças.
Para prática de outros esportes, existem vários ginásios espalhados pela cidade, como o Obra Social Paulo VI; Centro de Treinamento Esportivo; Centro Poliesportivo da Mace; Ginásio Clube do Trabalhador; Ginásio Moreninho (Cidade Universitária de Campo Grande): pertencente à UFMS (Universidade Federal de Mato Grosso do Sul); Ginásio Guanandizão; Ginásio do Parque Ayrton Senna; Ginásio do SESC Camillo Bonni e Dom Bosco.[carece de fontes?]